# République de Sakha
Pour les articles homonymes, voir Sakha.
« Iakoutie » redirige ici. Pour les autres significations, voir Iakoute (homonymie).
La république de Sakha (en russe : Респу́блика Саха́, Respoublika Sakha, iakoute : Саха Өрөспүүбүлүкэтэ, Sakha Öröspüübülükete, /saˈxa øɾøsˈpyːbylykete/) est un sujet de la fédération de Russie, situé en Sibérie et dont la capitale est la ville de Iakoutsk. La région est communément connue sous le nom de Iakoutie (en russe : Яку́тия, Iakoutia), d'après le nom exonyme de l'ethnie turque des Iakoutes. Rosstat lui attribue le numéro 98, et son code d'immatriculation est 14. Les langues officielles sont le russe et le iakoute, ainsi que les autres langues autochtones dans les lieux où elles sont parlées. La république est située dans le nord de l'Extrême-Orient russe, dans le nord-est de la Sibérie.
La république de Sakha se distingue par sa superficie de 3 083 523 km2, qui fait d'elle la plus grande subdivision territoriale au monde. Elle couvre de très grandes étendues de taïga et d'espaces montagneux, avec en point culminant le mont Pobeda, et elle est traversée par la Léna, le dixième fleuve le plus long au monde et le premier entièrement en Russie. Son climat est parmi les plus rudes de la planète et les villages d'Oïmiakon et de Verkhoïansk s'y disputent le titre de localité la plus froide d'Asie avec un record de −67,8 °C enregistré. Les premières traces de peuplement remontent au paléolithique moyen, il y a environ 200 000 ans. La Iakoutie fut ensuite peuplée par des populations turciques, rejointes ensuite par des peuples toungouses. Jusqu'à la conquête de la Sibérie par les Russes, aucun État ne s'était établi sur ces terres. Le premier Russe arriva en 1624 et Iakoutsk fut fondée en 1632. La région a depuis toujours fait partie des États russes successifs.
En 2024, la population de la Iakoutie s'élevait à 1 001 664 habitants, en légère augmentation au cours de la décennie précédente grâce à la natalité forte chez les peuples autochtones. L'économie de la république est principalement tournée vers le secteur minier et vers celui des exploitations d'hydrocarbures. Il y a aussi une part non négligeable d'élevage et de sylviculture. Tous secteurs compris, son PNB est de 1 084,6 milliards de roubles en 2018. Le tourisme se développe aussi peu à peu ; la république compte plusieurs parcs nationaux et réserves naturelles ainsi qu'un site inscrit au patrimoine mondial de l'UNESCO, le Parc national des colonnes de la Léna.

## Géographie

### Situation

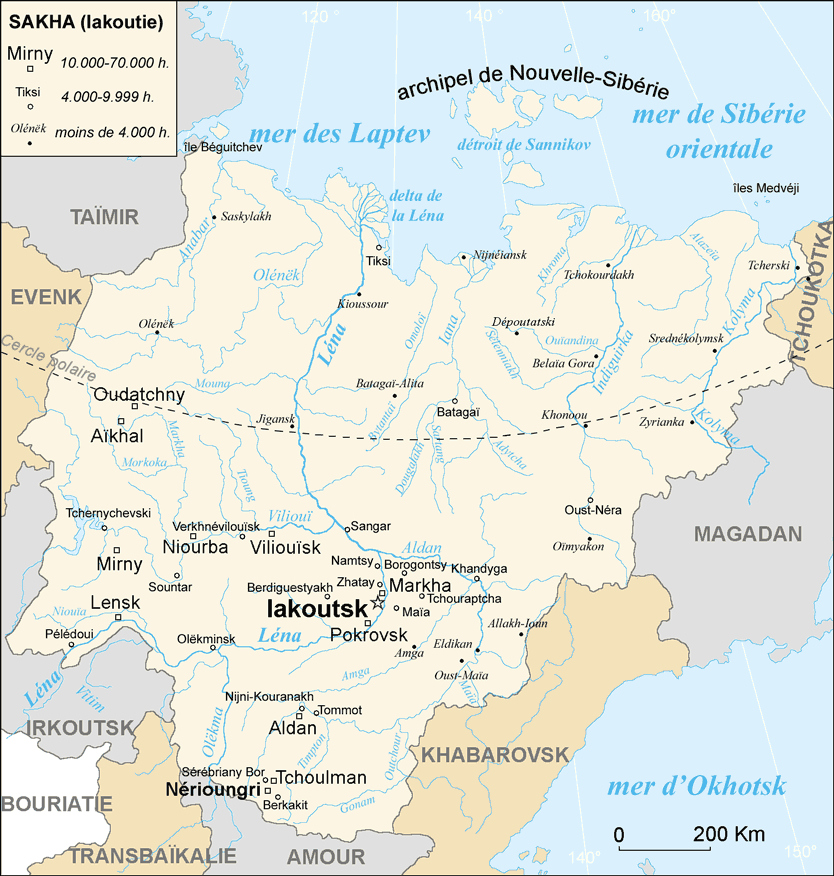

La république de Sakha couvre une superficie de 3 083 523 km2, ce qui fait d'elle le plus grand sujet de Russie. Son territoire a une superficie équivalente à celle de l’Inde, est égale à six fois la France et représente pratiquement un cinquième de la surface de la Russie. Elle est la plus grande subdivision de premier niveau au monde, devant l'Australie-Occidentale. Si elle était indépendante, elle serait le huitième plus grand pays du monde. Environ 40 % de ce territoire se situent au nord du cercle Arctique. La région est délimitée au nord par la mer des Laptev et la mer de Sibérie orientale, mers bordières de l’océan Arctique, à l'ouest par le kraï de Krasnoïarsk, au sud par l'oblast d'Irkoutsk, le kraï de Transbaïkalie et l'oblast d'Amour, à l'est par le kraï de Khabarovsk, l'oblast de Magadan et le district autonome de Tchoukotka,,.
La république s'étend sur 2 500 km d'est en ouest et sur 2 000 km du nord au sud. Le cap Nordwicke est le point continental le plus septentrional du territoire, situé au 74e parallèle nord, tandis que l'Île Henriette, traversée par le 77e parallèle nord, est le point insulaire le plus au nord de la Iakoutie. À l'opposé, le point le plus méridional est niché dans les monts Stanovoï, au 55e parallèle nord, soit presque à la latitude de Moscou. Le point le plus occidental se trouve au 105e méridien est tandis que le plus oriental est situé sur le 165e méridien est. La capitale régionale Iakoutsk est située à 8 468 km à l'est de Moscou et à plus de 2 000 km au nord de Vladivostok. Le territoire de la Iakoutie s'étale sur trois fuseaux horaires : UTC+10, +11 et +12.

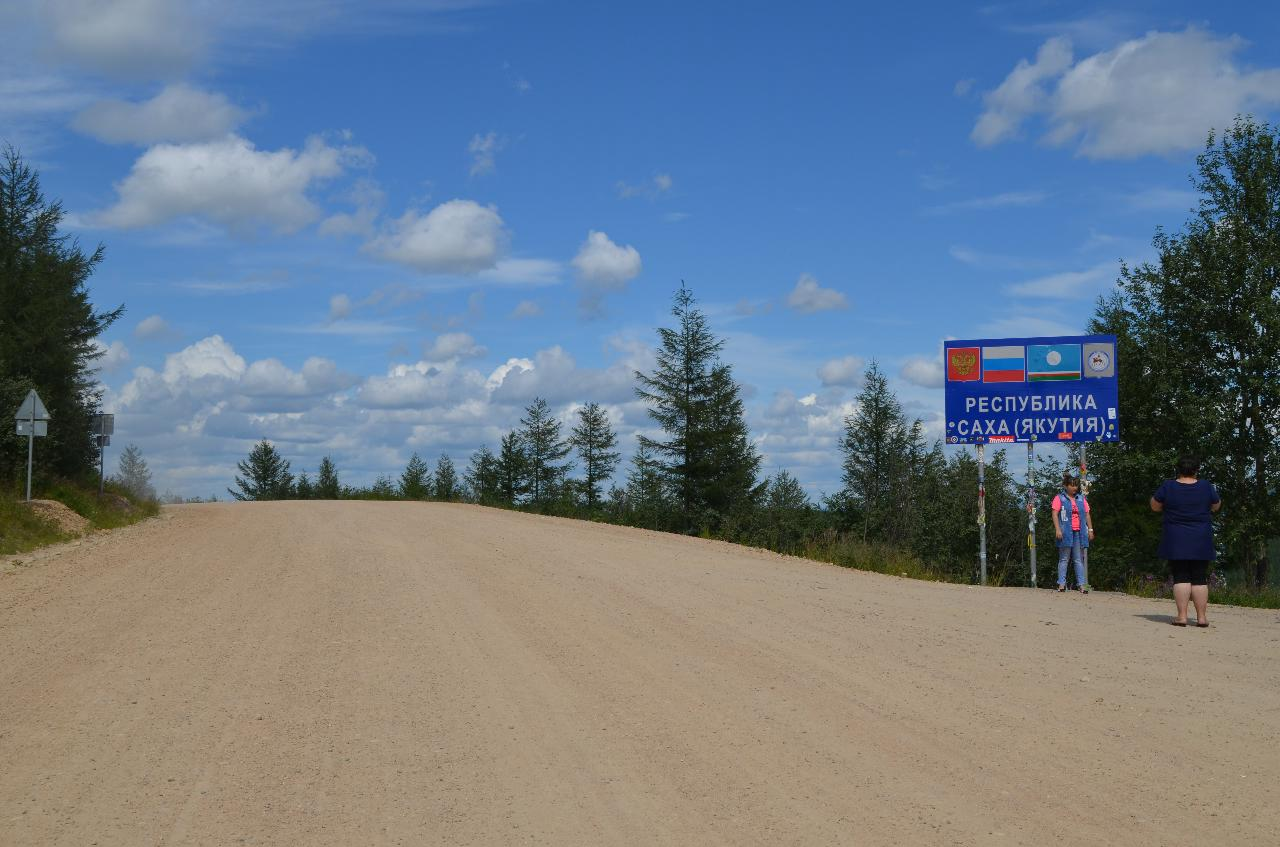
Panneau d'entrée en Iakoutie sur l'A360.

La mer des Laptev et la mer de Sibérie orientale, qui forment la limite nord de la Iakoutie, ne sont libres de glace que durant deux mois de l'année. Le littoral iakoute s'étend sur approximativement 4 000 km. Une ligne de cargos (route maritime du Nord) assurait autrefois à grands frais durant l'été la desserte du port de Tiksi sur le delta de la Léna. Depuis la dislocation de l'Union soviétique, la ligne ne va pas au-delà de Doudinka. Les mers bordières comprennent trois groupes d'îles inhabitées situés dans l'océan Arctique. Le plus important est l'archipel de Nouvelle-Sibérie composé d'une quinzaine d'îles principales d'une superficie totale de 35 797 km2. À la limite ouest de la république de Sakha, on trouve les îles Beguitchev (environ 1 800 km2) et, à la limite est, les îles Medveji (60 km2).

Paysages de la Iakoutie :
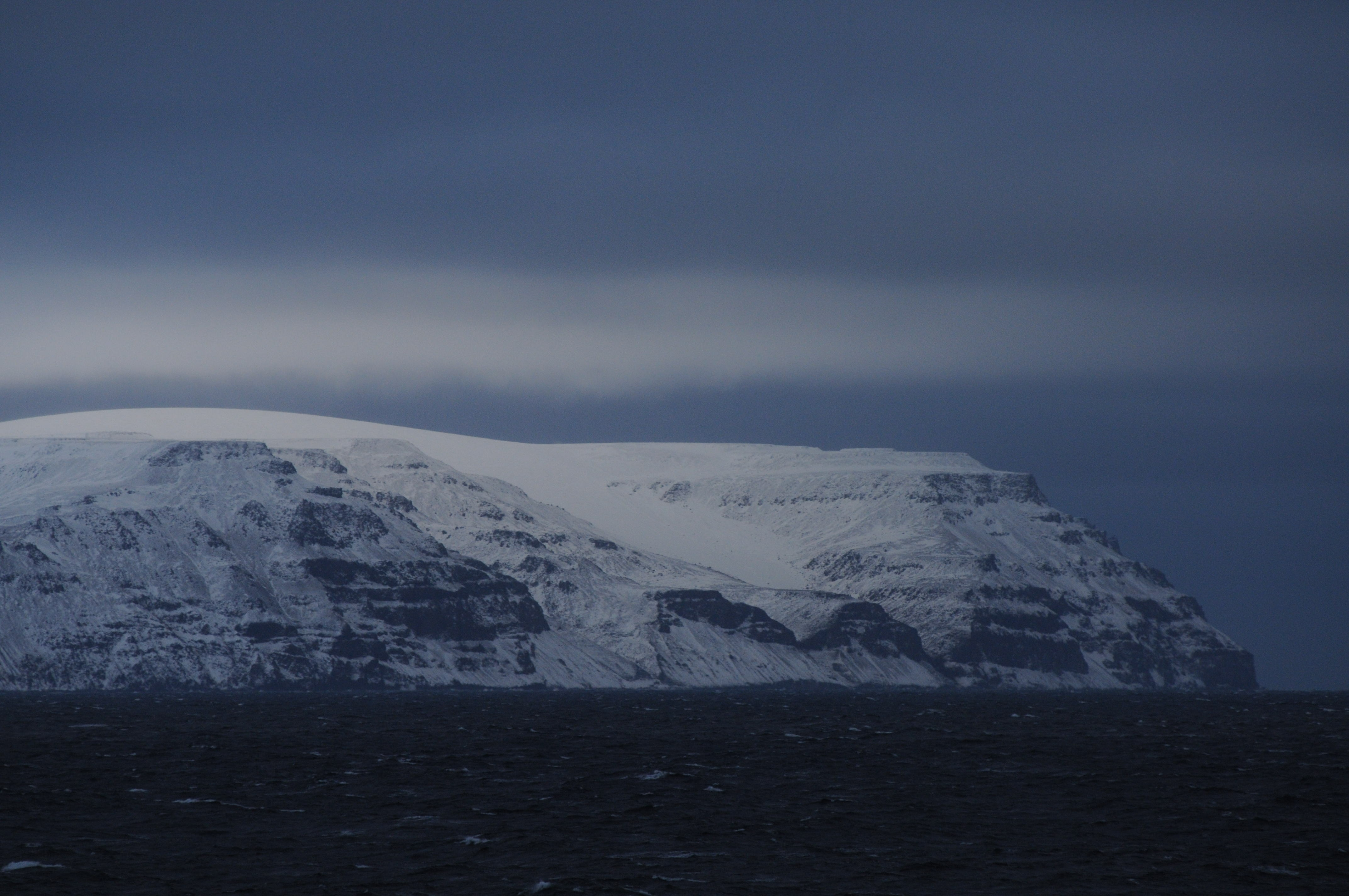
Île Bennett, archipel de Nouvelle-Sibérie.
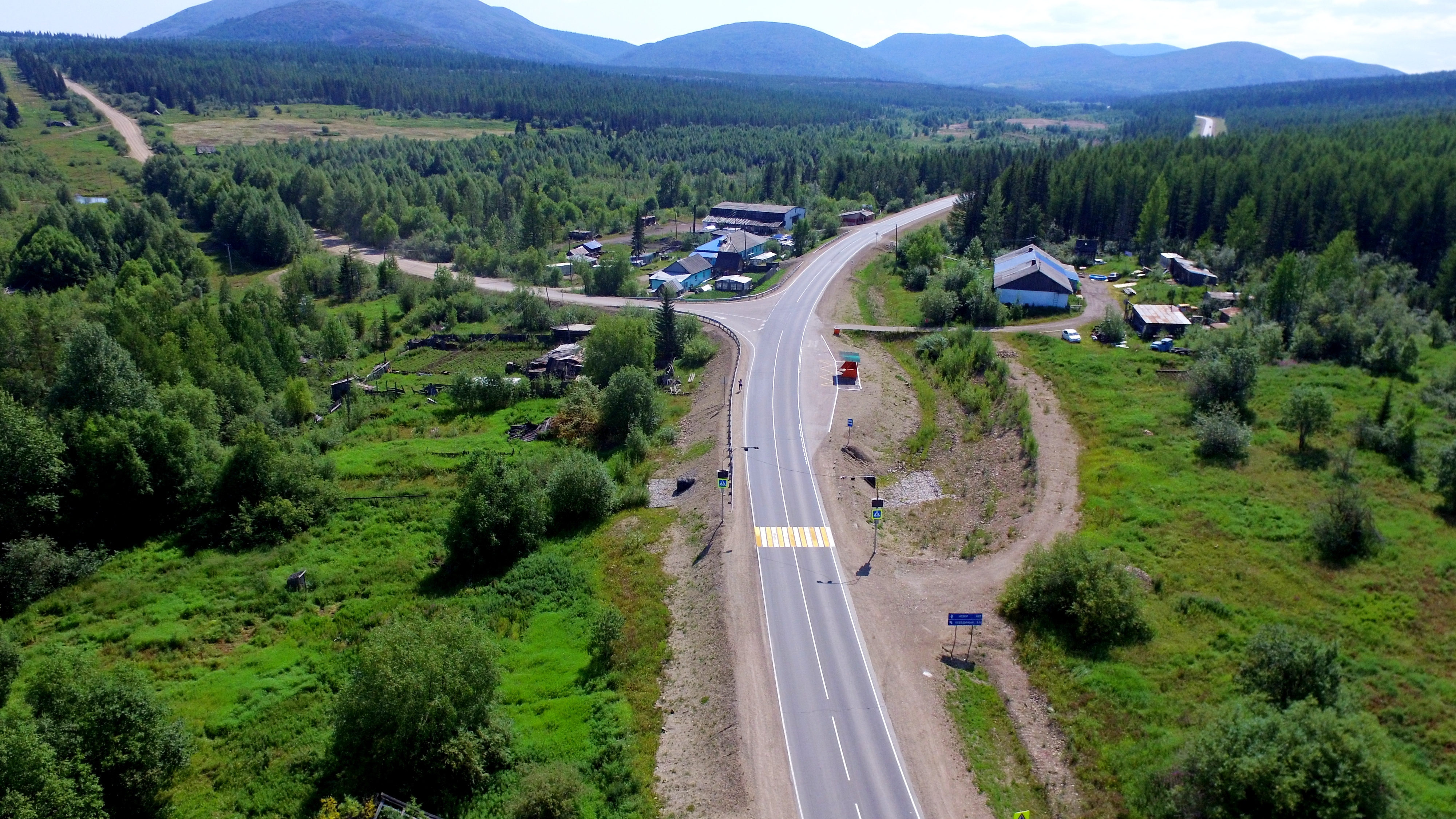
Village d'Orotcheï-1er dans les Stanovoï.
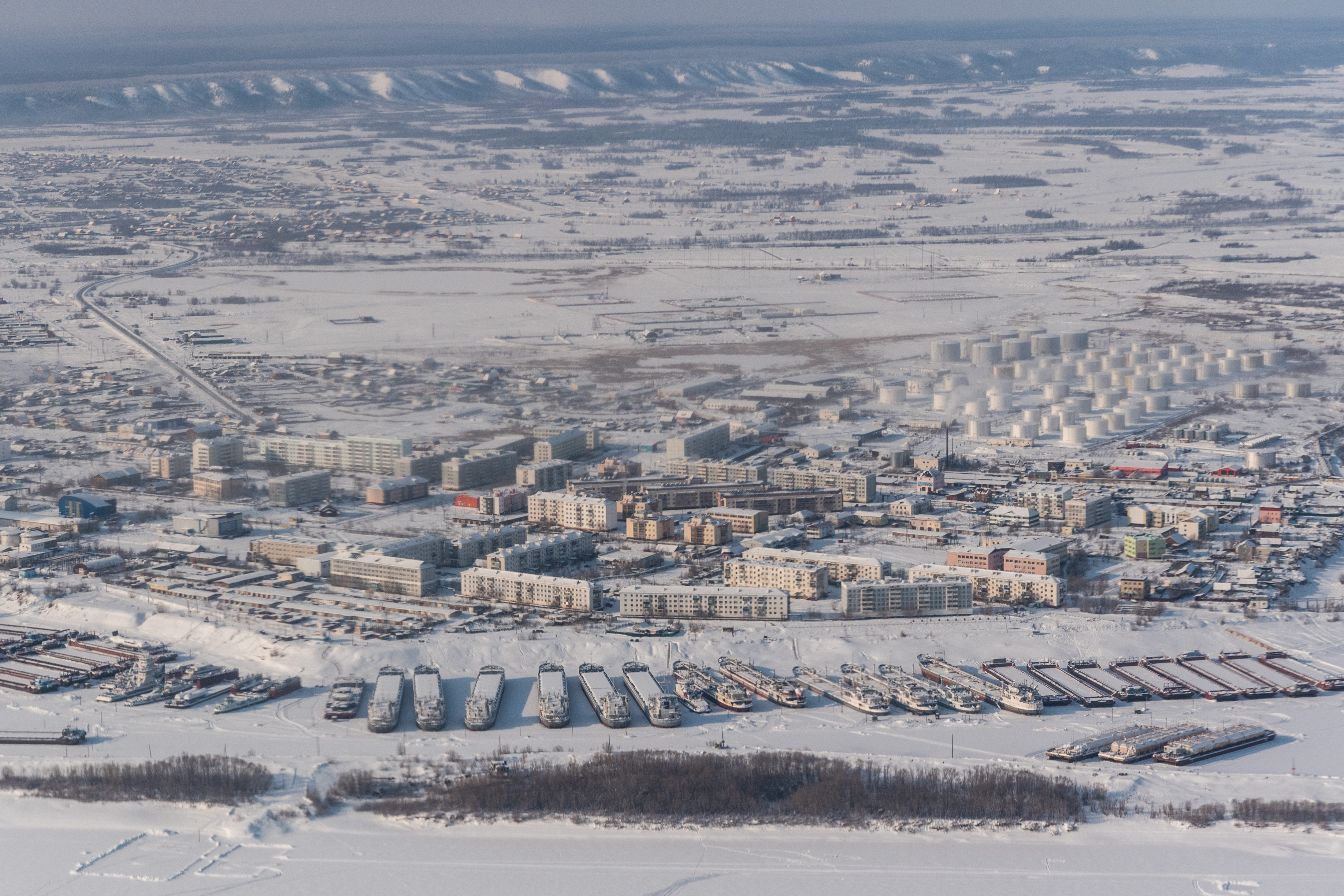
Vue aérienne de Jataï, en banlieue de Iakoutsk.
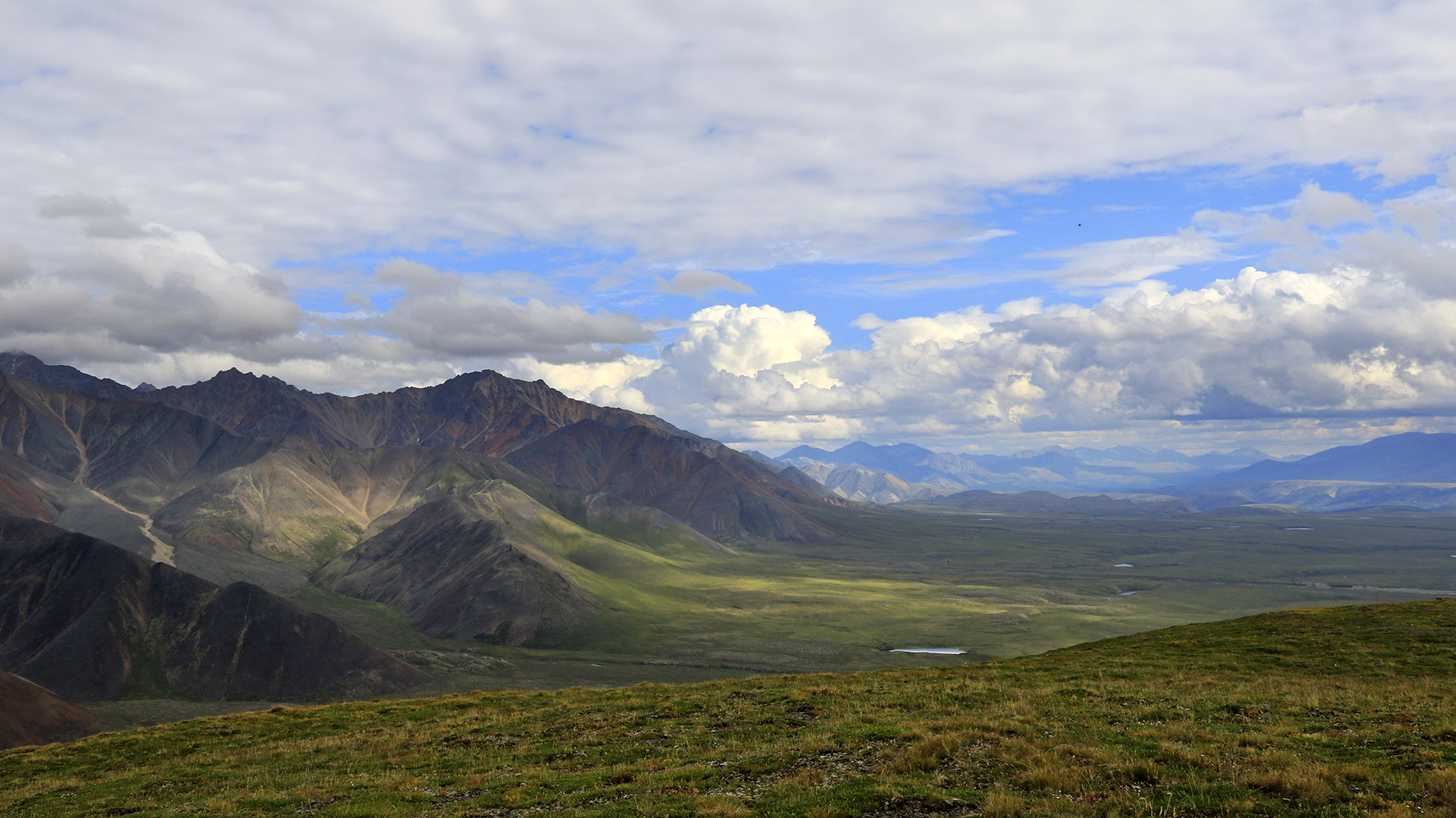
L'Oulakhan-Tchistaï dans les monts Tcherski.

### Relief

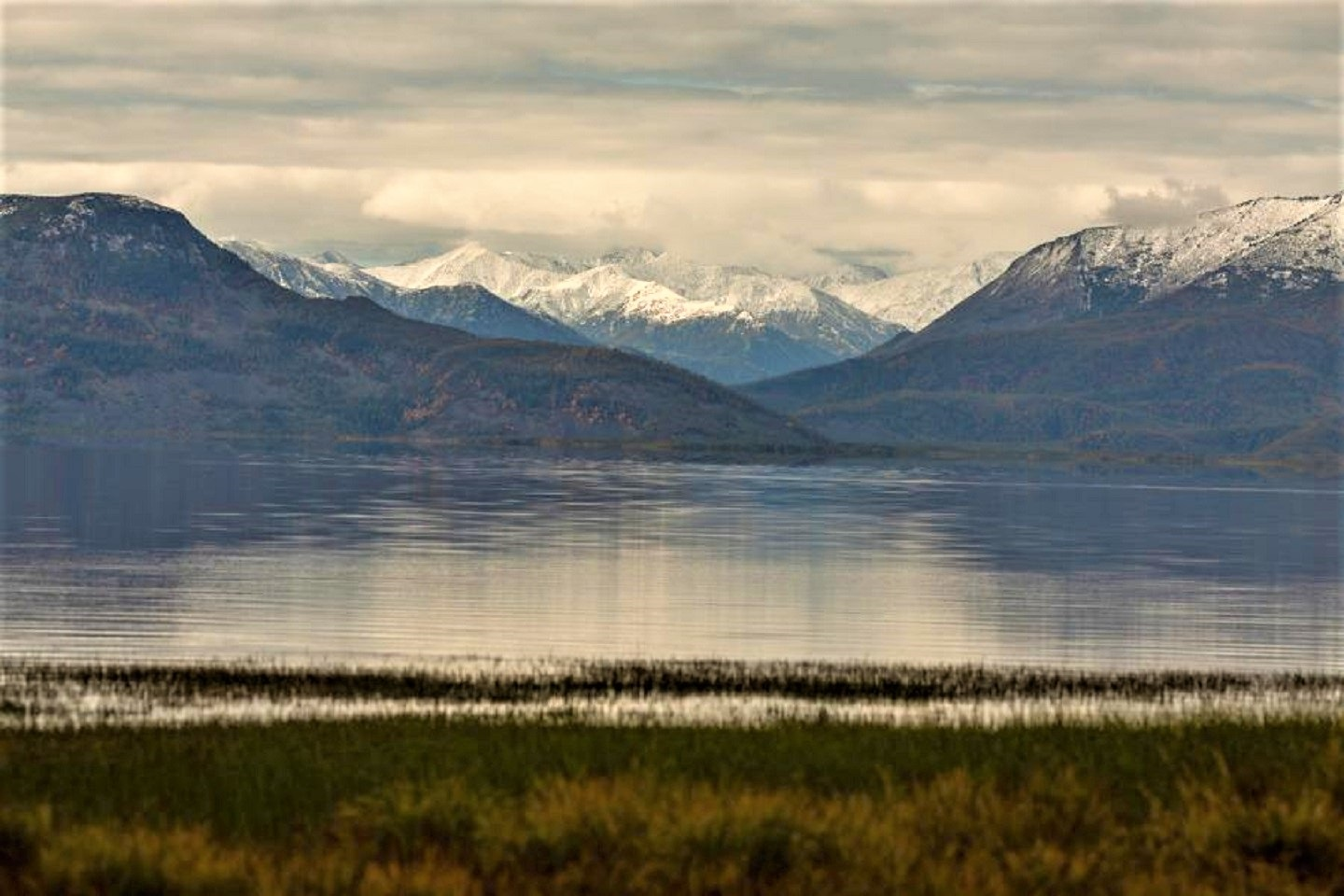
Lac Bolchoï Tokko dans les monts Stanovoï.

Trois grandes zones géomorphologiques se distinguent sur le territoire Iakoute, avec le plateau de Sibérie centrale qui s'étend jusqu'à la rive occidentale de la Léna. Les monts Stanovoï, dans le sud de la république, font partie de la région physiographique de l'Aldan-Okhotsk. Enfin toute la partie à l'est de la Léna et de son affluent l'Aldan avant la confluence dépend des montagnes de Sibérie orientale. Les zones montagneuses occupent environ 70 % du territoire iakoute, tandis que le reste est occupé par le plateau de Sibérie occidentale, dans l'ouest du territoire.
Les zones de plateaux, situés en Iakoutie occidentale, sont composées du plateau de la Léna-Aldan entre les deux cours d'eau, de l'Anabar-Olioniok dans le nord-ouest et de l'Olionok-Viliouï à la frontière occidentale. Les plateaux ont des altitudes dépassant rarement les 500 mètres, sauf dans celui de la Viliouï où les altitudes peuvent dépassent les 1 000 mètres. Ces plateaux s'accompagnent de vastes zones de dépressions, notamment de l'Anabar-Léna entre l'estuaire du premier et le delta du second, avec des altitudes de 50 à 100 m, ainsi que surtout de la plaine centrale de Iakoutie. Cette plaine est une large dépression, à des altitudes de 60 à 200 m. La plaine est entourée de toute part par des montagnes et plateaux, et se situe sur la rive occidentale de la Léna, aux endroits où la Viliouï et l'Aldan s'y jettent. Au nord-ouest de la république se trouve le cratère Popigaï, qui, avec une centaine de kilomètres, est le 4e plus grand cratère d'impact terrestre vérifié. Les îles De Long, archipel de la mer de Sibérie orientale, contiennent plusieurs volcans, dont celui de l'île Benett, le volcan actif le plus septentrional de la planète. 

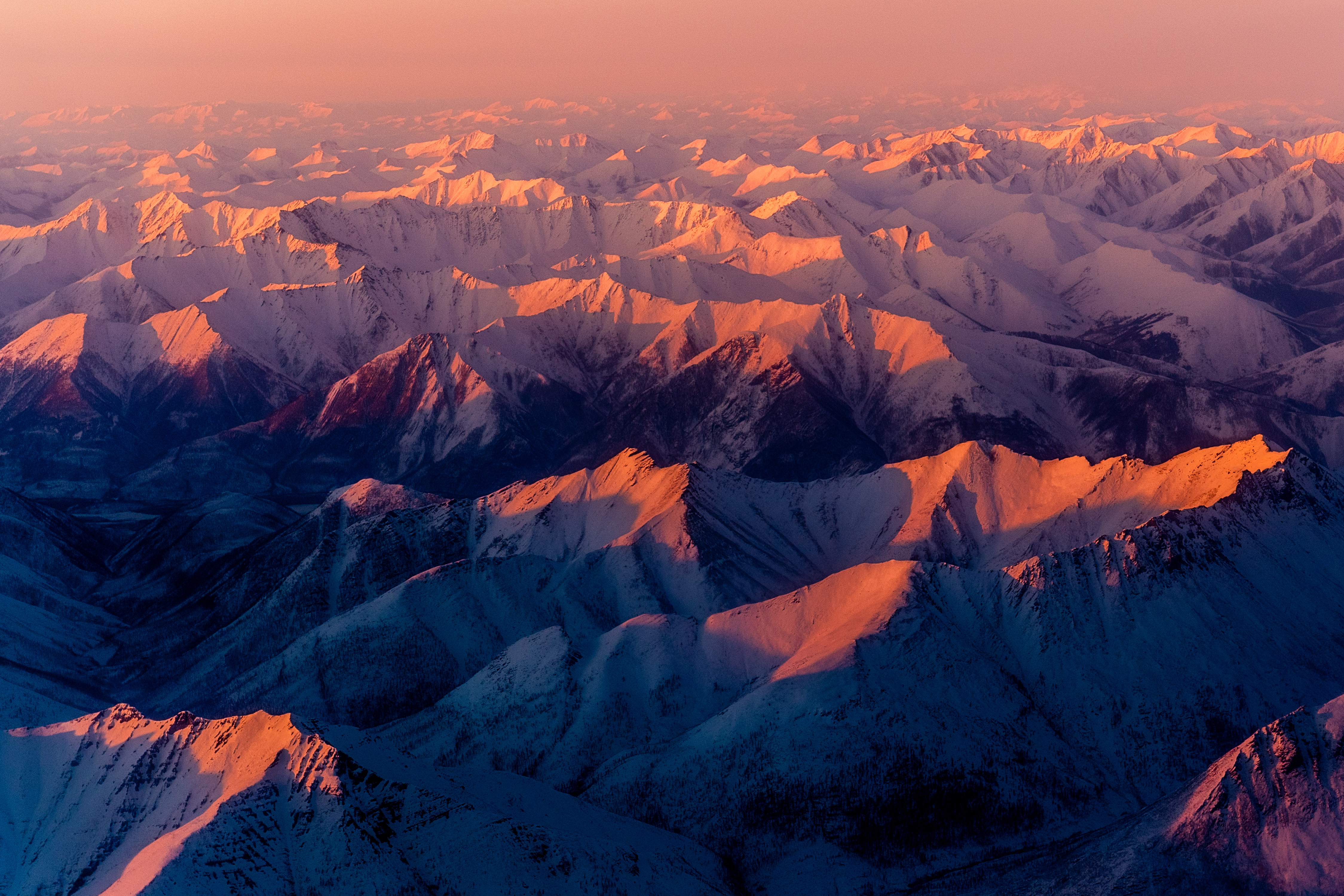
Monts de Verkhoïansk enneigés vu du ciel.

La Iakoutie méridionale est caractérisée par le massif de l'Aldan qui recouvre une large partie de celle-ci avec des altitudes moyennes comprises entre 800 et 1 100 mètres. À l'est de celui-ci se trouvent les massifs de l'Outchour-Maïa et de l'Aldan-Outchour, le dernier culminant jusqu'à 2 246 m. Au sud de massif de l'Aldan s'étend les monts Stanovoï, qui forment la frontière méridionale, avec des altitudes de plus de 2 000 m.
La Iakoutie orientale comprend les principaux massifs de la région, lui donnant un relief très découpé, alternant entre massifs, hautes montagnes et vastes plaines. Les monts de Verkhoïansk sont la plus grande chaîne de montagne de la province, s'étendant parallèlement et à l'est de la Léna depuis la mer de Laptev jusqu'à la mer d'Okhotsk. À l'est de ce massif se trouve les monts Tcherski, qui détient le mont Pobeda et ses 3 147 m, le point culminant du territoire, ainsi que de nombreux volcans. Entre les monts de Verkhoïansk et Tcherski s'étendent plusieurs plaines, avec celles de l'Iana, de l'Oïmaikon, la dépression de l'Oïmiakon, et la plaine de la Néra. Enfin au-delà des monts Tcherski prend place la partie la plus orientale de la Kolyma, région montagneuse qui s'étend jusqu'à la Tchoukotka. Le long du littoral de la Iakoutie orientale prennent place la plaine de Sibérie orientale et la plaine de la Kolyma. Au sud de cette dernière, à la frontière avec l'oblast de Magadan se trouve les Hauts plateaux Youkaghuirs, avec des altitudes supérieures à 1 000 mètres,.

### Géologie
Sur le plan géologique, la Iakoutie est constituée de terrains très anciens, en particulier le plateau de Sibérie centrale qui est une des zones continentales les plus anciennes de la planète et dans lequel se trouvent les gisements de diamants qui font la richesse de la région. Les structures géologiques de la Iakoutie sont particulièrement complexes et très riches en minerais de toutes sortes. La Iakoutie est en particulier connue pour ses gisements d'or exploités depuis plus d'un siècle et demi, qui sont situés dans les bassins fluviaux de l'Aldan, de l'Indiguirka et de la Iana ainsi que pour ses gisements d'étain dans le nord-est et ceux de gaz et de pétrole dans la vallée de la Viliouï.

### Réseau hydrographique

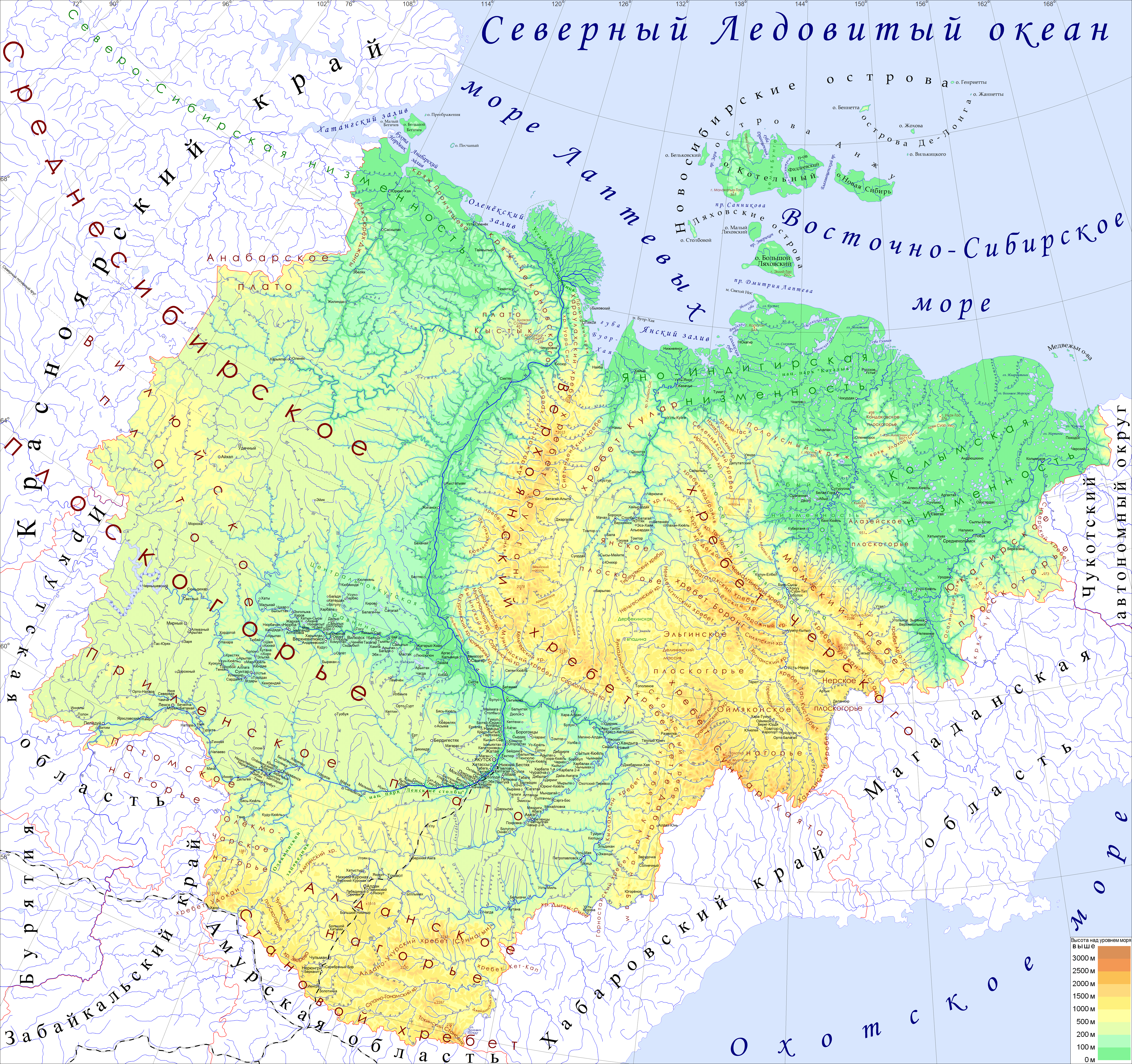
Carte topographique de la Iakoutie.

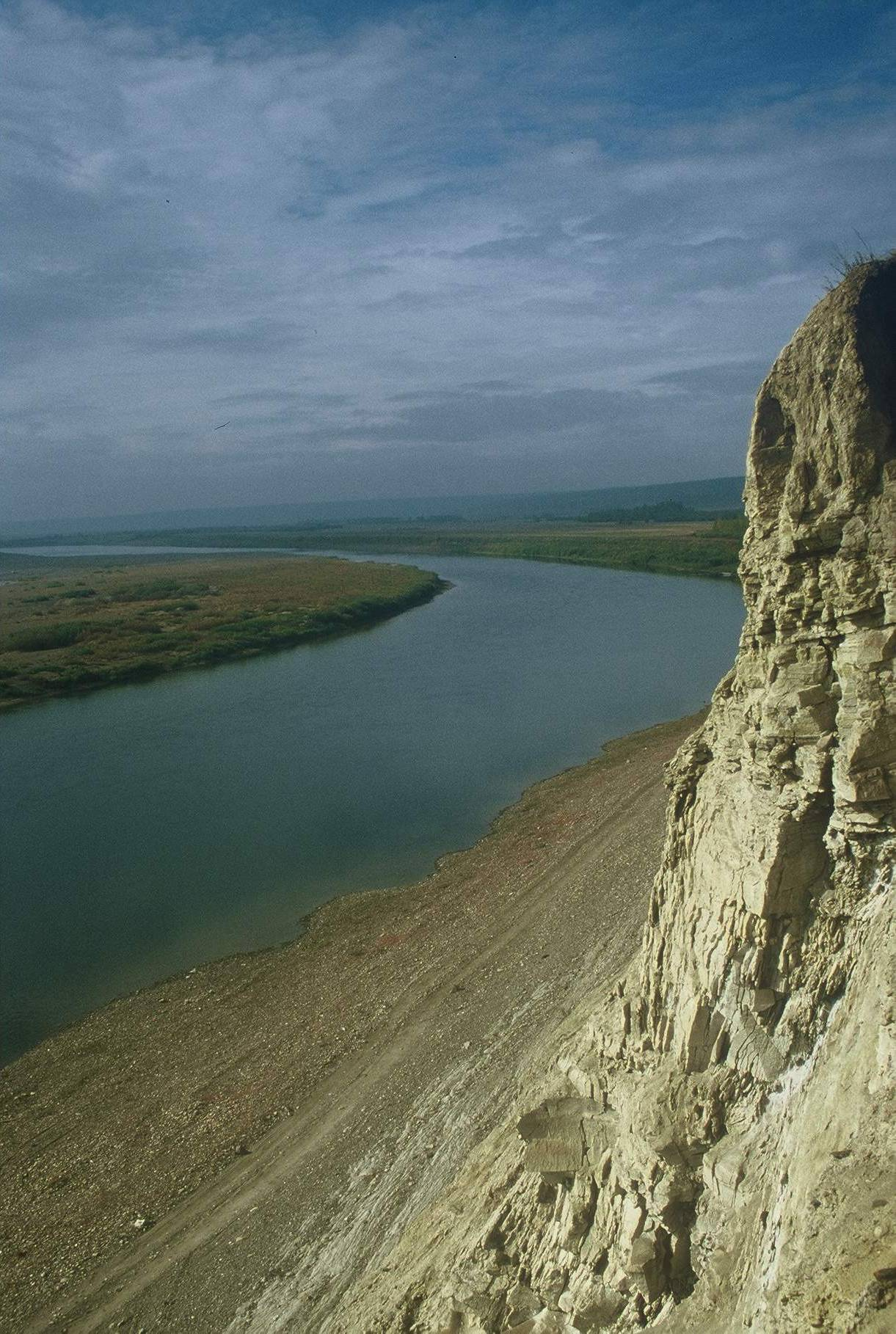
L'Amga en amont du confluent avec l'Aldan.

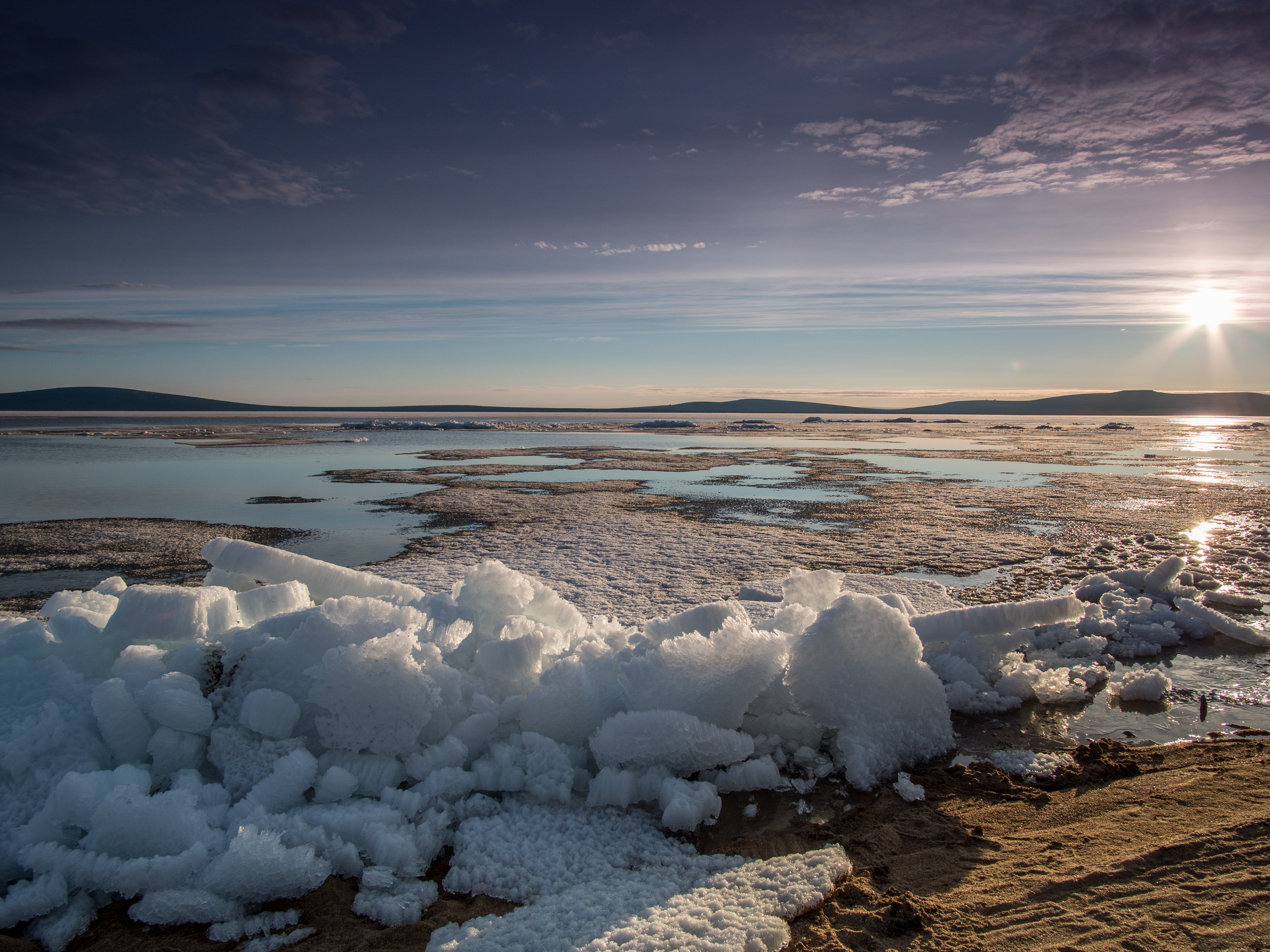
Le lac Ozhogino.

La Iakoutie est une terre riche en eaux, comme le déclare le proverbe iakoute qui dit qu'elle « possède autant de lacs et de rivières qu’il y
a d’étoiles dans le ciel ». La république compte 443 000 cours d'eau, 672 000 lacs et étangs, et les zones marécageuses représentent quant à elles près d'un dixième de la superficie de la province. Elle est drainée par plusieurs grands fleuves qui ont tous en commun de se jeter dans l'Océan Arctique après avoir sur leur cours inférieur suivi une direction sud-nord. Il s'agit en allant de l'ouest vers l'est des fleuves Anabar (longueur : 939 km, débit moyen 498 m3/s), Oleniok (2 292 km, 1 210 m3/s), Léna (4 400 km, 16 300 m3/s), Iana (872 km, 800 m3/s), Indiguirka (1 726 km, 1 850 m3/s), et Kolyma (2 129 km, 4 060 m3/s). La Léna, avec un bassin versant de 2 490 000 km2, est le septième fleuve de la planète en longueur et le dixième en débit. En grande partie situé en Iakoutie, elle est le principal axe de circulation de la région, car elle permet de relier les régions les plus peuplées de la Iakoutie avec la Sibérie du sud, par où transitent l'essentiel des marchandises. Sa largeur peut atteindre les 18 km, mais aucun pont ne la traverse pour le moment. Le fleuve est doté d'un grand nombre d'affluents, dont les plus importants sont également navigables : l'Aldan (2 273 km), la Viliouï (2 650 km), la Vitim (1 978 km), l'Olekma (1 436 km).
Les fleuves de cette région sont gelés d'octobre/novembre à mai/juin. Lorsqu'ils sont libres de glace ils constituent une voie de communication essentielle dans cette région qui ne dispose que d'un réseau routier réduit, généralement non asphalté et souvent en mauvais état du fait des conditions climatiques. Lorsque les fleuves sont pris dans les glaces, la surface gelée sert également de voie de communication aux véhicules routiers.
Tous les fleuves de Iakoutie connaissent une période de crue au moment du dégel en mai/juin qui fait fondre le tapis neigeux accumulé durant le long hiver. Ainsi le débit de la Léna monte en moyenne à plus de 60 000 m3/s en juin (jusqu'à 200 000 m3/s). Lorsque des barrages de glace se forment en aval, les inondations peuvent être dévastatrices (en 2001 la ville de Lensk fut pratiquement détruite par les eaux). Le débit se réduit régulièrement ensuite bien qu'en partie soutenu par les précipitations qui sont concentrées sur l'été. Le sous-sol gelé en permanence ne permet pas de stocker puis de restituer durant les périodes sèches le trop plein de précipitations. Le débit minimum est atteint pendant l'hiver. Les fleuves de faible débit/profondeur gèlent jusqu'au fond du lit en particulier dans le nord de la région.

### Climat
La république de Sakha se situe dans la partie la plus continentale de toute l'Eurasie, et en raison son inclinaison générale, avec les montagnes au sud et les plaines au nord, le climat est largement influencé par l'océan Arctique. En conséquence sur la majeure partie du territoire, le climat est fortement continental (dit « hypercontinental » ou « iakoute »), caractérisé par une amplitude des températures extrêmes particulièrement importante. En outre, les étés sont très chauds, la nébulosité est faible tout comme les vents, surtout en hiver. L'anticyclone de Sibérie recouvre la région dès le début de l'hiver, entraînant une atmosphère extrêmement stable, avec des températures très basses et une faible humidité. Les vallées des régions montagneuses connaissent les températures les plus rigoureuses en hiver en raison des couches d'inversion, où les masses d'air froides plus lourdes descendent des sommets vers les bassins. La période de végétation en Iakoutie est de 120 à 130 jours par an.
Aucune région de l'hémisphère nord n'est analogue à la Iakoutie tant sur la durée des périodes des températures négatives, oscillant entre 6,5 et 9 mois par an, que sur les températures minimales absolues enregistrées. Les deux lieux habités les plus froids de la planète se situent à Oïmiakon et à Verkhoïansk, dans l'est de la Iakoutie où a été enregistrée la température record de −67,8 °C,. L'hiver en Iakoutie s'étale d'octobre à mars, avec des températures moyennes en janvier variant de −34 à −50 °C selon les lieux. Les températures minimales peuvent descendre sous les −58 à −62 °C dans le sud, −66 °C dans le centre et −46 à −52 °C dans les zones côtières et sur les îles. En règle générale, la période avec des températures sous les −50 °C varie de 10 h sur la côte à 900 h sur le plateau de l'Iana-Indiguirka. En conséquence, l'amplitude maximale entre janvier, le mois le plus froid, et juillet, le mois le plus chaud, atteint en Iakoutie 21 à 38 °C selon les zones,. En conséquence le pergélisol recouvre presque l'ensemble du territoire iakoute. Lors du solstice d'hiver, la journée ne dure en moyenne que 4 h 14 tandis que lors du solstice d'été, la journée dure en moyenne 19 h 45.
Les étés sont courts, avec un ensoleillement long et intensif. La température moyenne en Iakoutie centrale en juillet est de +19 °C, et de +2 à +5 °C sur la côte arctique. Les températures maximales peuvent atteindre +38 °C dans le centre, +32 °C sur la côte et +24 °C sur les îles. La durée moyenne de la période avec des températures supérieures à 10 °C varie de 0 à 50 j dans le nord, de 65 à 90 j dans l'ouest à 90 à 100 j dans le centre et sud-ouest. Néanmoins, le gel est possible tout au long de la saison estivale. Les étés sont secs, et combinées aux températures parfois élevées, des sécheresses désastreuses peuvent se produire, impactant l'agriculture.
Les précipitations se concentrent en été mais sont peu abondantes, s'élevant de 200 à 250 mm sur la majeure partie du territoire, de 350 à 500 mm dans le sud et sud-ouest, et jusqu'à 500 à 700 mm dans l'Aldan-Outchour et sur les sommets des monts de Verkhoïansk. Seul un cinquième des précipitations tombent pendant l'hiver, tandis que les quatre-cinquièmes se produisent pendant la saison estivale. La couverture neigeuse en Iakoutie dure de 220 à 225 jours par an en moyenne, sauf sur la côte et les îles où elle est plus longue, de 260 à 295 jours par an. L'épaisseur est souvent faible, surtout dans le Nord en raison de l'anticyclone de Sibérie, mais peut atteindre 40 à 60 cm dans les Stanovoï et la Kolyma.
| Températures moyennes minimales            | −10,3 °C                                         | −13,2 °C                                              | −15,7 °C                                         | −21,5 °C                                           | −19,5 °C                                           |
| Températures moyennes                      | −5,2 °C                                          | −8,0 °C                                               | −12,0 °C                                         | −14,9 °C                                           | −14,0 °C                                           |
| Températures moyennes maximales            | 0,0 °C                                           | −2,9 °C                                               | −8,5 °C                                          | −8,4 °C                                            | −8,0 °C                                            |
| Précipitations moyennes                    | 761 mm                                           | 234 mm                                                | 274 mm                                           | 219 mm                                             | 181 mm                                             |
| Ensoleillement moyen                       |                                                  | 2 231 h                                               | 1 453,3 h                                        | 2 129 h                                            | 2 041 h                                            |
| Record de températures Minimale / Maximale | −50,0 °C (janvier 2023) / 36,5 °C (juillet 2021) | −64,4 °C (5 février 1891) / 38,4 °C (17 juillet 2011) | −50,5 °C (février 2002) / 34,3 °C (juillet 1991) | −67,8 °C (6 février 1933) / 34,6 °C (juillet 2010) | −67,8 °C (5 février 1892) / 37,3 °C (17 juin 2020) |
| Source : Pogoda i klimat, et NOAA,         |                                                  |                                                       |                                                  |                                                    |                                                    |

## Urbanisme

### Voies de communication et transports

#### Réseau routier

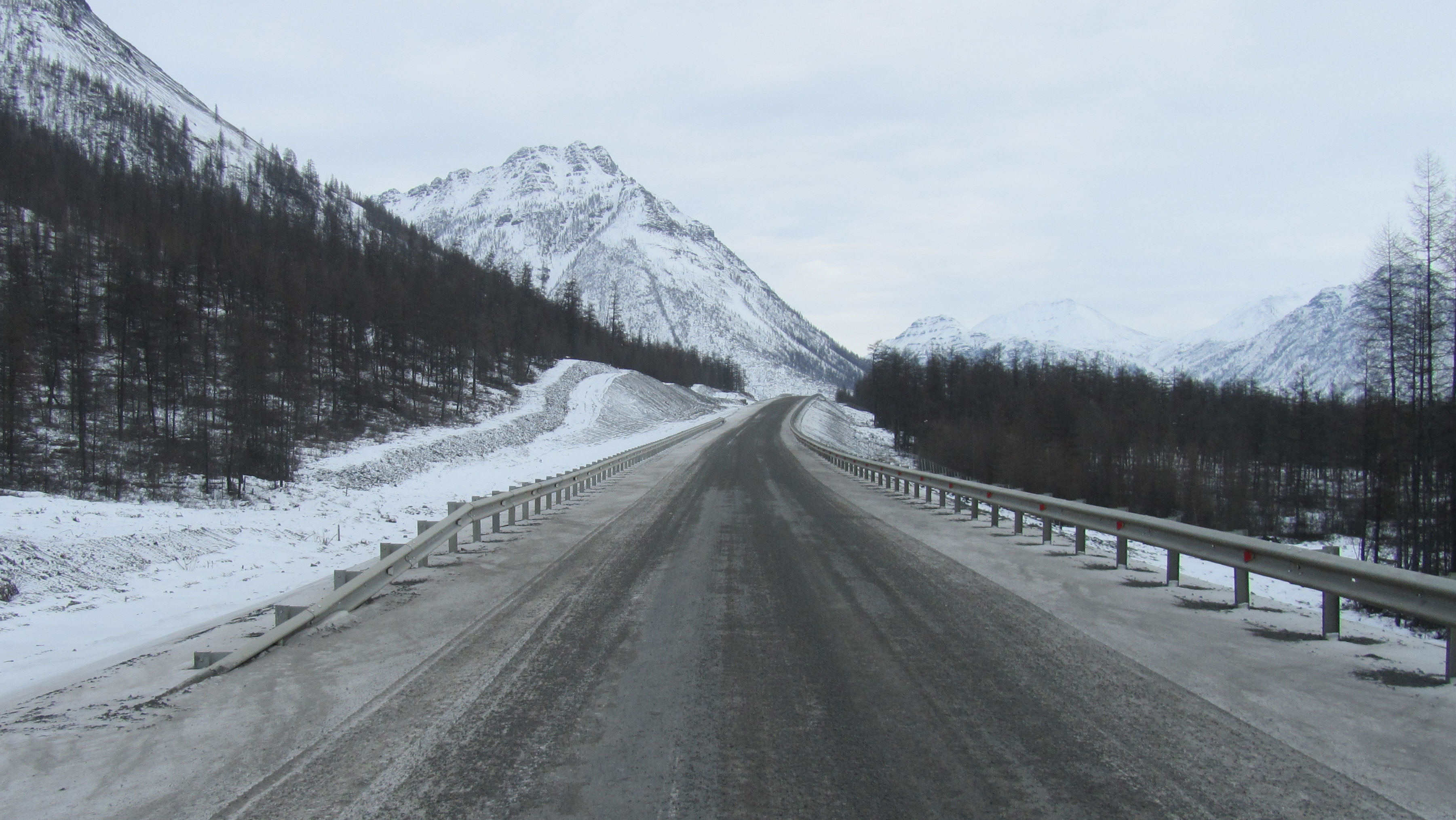
La R504 dans le raïon de Tompo.

Fin 2022, selon Rosstat, la longueur totale des voies publiques dans la république est de 31 051,1 km, dont 3 314,7 km de routes d'importance fédérale, 13 497,9 km de routes d'importance régionale et 14 238,5 km de routes d'importance locale. La longueur des routes à revêtement dur est de 12 600,1 km (40,6 % du total), tandis que la densité des voies publiques est de 4,1 km / 10 000 km2 dans la république . Les deux routes principales de la région sont les routes fédérales A360 et R504, la première vers la Skovorodino et la R297 et la seconde vers Magadan.
Le transport des marchandises est difficile et coûteux en Iakoutie du fait du climat, des distances et de l'absence d'infrastructure. Le transport représenterait en moyenne 75 % du coût des marchandises contre 25 % dans le reste de la Russie. Il n'existe ainsi aucun pont franchissant la Léna qui constitue ainsi à l'automne (gel) et au printemps (embâcle) une barrière infranchissable séparant la région en 2 moitiés qui ne peuvent plus communiquer que par la voie aérienne. Ainsi, presque 90 % du territoire iakoute n'est pas desservi tout au long de l'année. En particulier, 175 localités rurales sur les 582 ne disposent pas de liaisons routières permanentes vers les centres de raïon.

#### Réseau ferroviaire

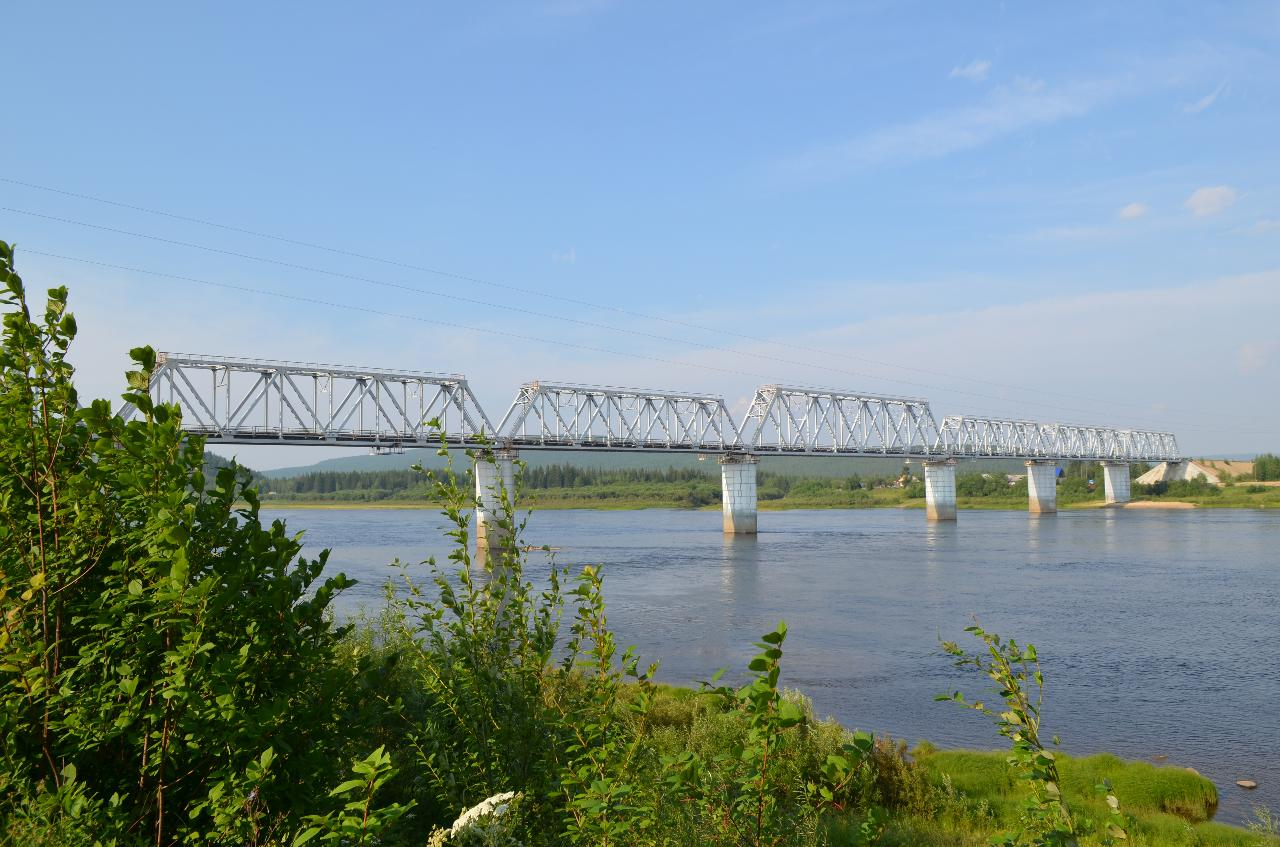
La magistrale Amour-Iakoutie franchit l'Aldan près de Tommot

Fin 2022, selon Rosstat, la Iakoutie compte 964,1 km de voies ferrées, et la densité du réseau ferré est de 3 km / 10 000 km2. La seule voie ferrée existante, la magistrale Amour-Iakoutie, est reliée au réseau ferré russe par le BAM. Les 500 km construits (en 2007) en voie unique non électrifiée ne desservent aujourd'hui que certaines agglomérations du sud de la Iakoutie (Nerioungri, Tommot, Aldan). Le chemin de fer est utilisé essentiellement pour évacuer le charbon des mines de Nerioungri vers la Chine et les ports du Pacifique (2 millions de tonnes en 2004) ; le trafic passager reste symbolique (environ 20 000 passagers par an).

#### Transport maritime
Le plus gros du trafic marchandise transite par la Léna (2,65 millions de tonnes en 2004) sur laquelle sont implantés 6 ports dont Iakoutsk et Lensk. La navigation sur le fleuve n'est possible qu'en été, le fleuve étant gelé ou en crue le reste de l'année.

#### Transport aérien
Dans ces conditions l'essentiel du transport des voyageurs et de l'approvisionnement des communautés dispersées dans l'immensité sibérienne se fait par avion. La Iakoutie dispose d'une compagnie régionale (Yakutia) qui dessert à l'aide d'avions à hélices toutes les agglomérations de la région et relie Iakoutsk aux principales de Russie ainsi qu'à quelques villes à l'international avec des avions à réaction TU-154 et Boeing 757 (1 appareil).

#### Projets d'aménagements

##### Extension du réseau ferroviaire
Des travaux sont achevés pour prolonger la magistrale Amour-Iakoutie jusqu'à Iakoutsk et entrent en service en été 2015. Le terminus de la ligne est situé sur la rive droite de la Léna en face de Iakoutsk pour ne pas avoir à franchir la Léna : la construction d'un pont sur les terrains difficiles du pergélisol pour traverser un fleuve large de plusieurs kilomètres et sujet à des crues printanières violentes qui en élargissent encore le cours, constitue un défi financier et technique.

##### Le pipeline ESPO
La construction du pipeline Pipeline Sibérie Orientale - Océan Pacifique (acronyme ESPO, Pipeline Sibérie Orientale - Océan Pacifique) a été lancée en 2006 par Transneft la société russe qui construit et gère les pipelines du pays. Cet investissement russe stratégique doit permettre la mise en exploitation des ressources pétrolières de l'Extrême-Orient russe (dont ceux de la Iakoutie) en évacuant le pétrole produit dans une première temps vers la Chine et le reste de la Russie. La première phase (2 757 km) d'un coût de 11 milliards de dollars doit entrer en service en 2009. Selon le plan amendé en mars 2008 le pipeline se débranche du réseau existant à Taïchet, traverse le sud de la Iakoutie en passant par Oust-Kout, Lensk, et Aldan et avant d'atteindre Skovorodino (dans l'oblast d'Amour) non loin de la frontière chinoise. Dans une deuxième phase programmée à moyen terme le pipeline doit atteindre le port de Nakhodka sur l'Océan Pacifique permettant l'exportation vers le Japon, etc. Le projet a pris du retard par rapport à son planning initial, mais sa capacité de 30 millions de tonnes ne sera sans doute pas utilisée à sa mise en service car la mise en valeur des champs pétroliers est elle-même très en retard.

### Répartition des terres
La répartition des terres selon le rapport d'État « Sur l'état et la protection de l'environnement de la fédération de Russie en 2022 » du ministère des ressources naturelles et de l'environnement russe est, selon les catégories du code foncier russe, la suivante:
| Répartition                                  | 2022 (mille ha) | 2022 (%) |
| -------------------------------------------- | --------------- | -------- |
| Terres agricoles                             | 19 446,5        | 6,3      |
| Terres des localités                         | 231,2           | 0,1      |
| Terres d'industrie et autres fins spéciales  | 148,6           | 0,0      |
| Terres de territoires et des objets protégés | 12 996,9        | 4,2      |
| Terres du fonds forestier                    | 252 818,8       | 82,0     |
| Terres du fonds aquatique                    | 2136,0          | 0,7      |
| Terres de réserve                            | 20574,3         | 6,7      |
| Total                                        | 308 352,3       | 100      |

## Histoire

### Préhistoire
Les résultats de paléogénétique suggèrent que la diffusion des langues ouraliennes en Eurasie vers 4 500 AP s'est produite à partir de la population iakoute de la fin du Néolithique – Âge du bronze dans un mouvement vers l'ouest. La population iakoute de cette période possède toutes les sub-clades de l'haplogroupe N du chromosome Y que l'on retrouve dans les populations ouraliennes. Cette population est elle-même modélisée comme issue d'un mélange génétique entre une population locale de la culture Syalakh-Belkachi (en) datée entre 6 800 et 6 200 ans (50 %) et une population trans-baïkale de la culture Kitoi (50 %).

### Les populations nomades
La principale population qui occupait la région avant l'arrivée des Russes est celle des Iakoutes ou Sakhas. Ce peuple semi-nomade de langue turque occupait autrefois, selon les spécialistes, la région du lac Baïkal dont il aurait peut-être été chassé par les Bouriates. Les Iakoutes se sont installés vers le XVe siècle sur le cours moyen de la Léna ainsi que dans les bassins de l'Aldan et de la Viliouï en refoulant vers les montagnes et les confins nordiques les Évènes et les Evenks qui occupaient alors ces territoires. Les Iakoutes étaient divisés - cette division s'est perpétuée jusqu'à aujourd'hui - en deux sous-groupes qui se distinguent par leur implantation et leur mode de vie : les Iakoutes du nord vivant de la chasse, de la pêche et de l'élevage de yacks et de rennes et les Iakoutes du sud qui s'adonnaient à l'élevage de chevaux et de bovins et étaient de bons forgerons. Les deux groupes vivaient dans des yourtes et menaient une vie semi-nomade déplaçant leur camp chaque année entre la saison chaude et saison froide. Les peuples du nord de la Sibérie ont longtemps vécu au rythme de la transhumance des rennes. Ces animaux leur fournissaient nourriture et vêtements, mais aussi de quoi fabriquer leurs abris. Beaucoup sont aujourd'hui sédentarisés et habitent des maisons de bois.

### Dans l'empire des tsars

#### Exploration et conquête

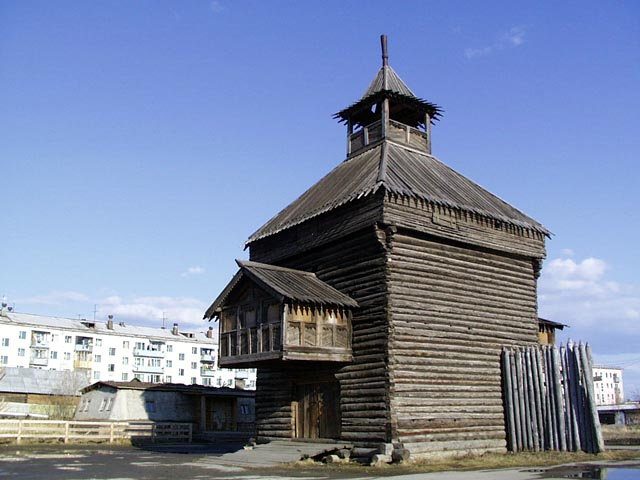
Tour de l'ancien ostrog de Iakoutsk

La conquête des khanats mongols (khanat de Kazan en 1552 et Khanat d'Astrakhan en 1556) par Ivan le Terrible et celle du khanat de Sibérie installé sur les rives de l'Ob en Sibérie occidentale en 1586 ouvrent le territoire de la Sibérie aux explorateurs et trappeurs russes. Les tribus clairsemées qui peuplent celle-ci (on estime leur population totale en Sibérie à 100 000 personnes à l'époque dont les deux tiers de Iakoutes) n’ont pas les moyens de s’opposer aux aventuriers russes et l'exploration du continent sibérien est achevée en cinquante ans à peine.
La tradition orale, consignée par des savants allemands au siècle suivant, rapporte qu'un simple trappeur du nom de Pianda, en quête de gloire, fut le premier explorateur russe à pénétrer sur le territoire de la Iakoutie. Parti en 1620 avec une quarantaine d’hommes de Touroukhansk sur l’Ienisseï, il remonte à bord d’embarcations le cours de la Toungouska inférieure en se heurtant aux tribus toungouses (evenks) hostiles qui l’obligent à hiverner trois années de suite au bord du fleuve. Cet obstacle franchi, il atteint le cours supérieur de la Léna qu’il reconnait en descendant jusqu’à l’emplacement actuel de Iakoutsk. Il fait alors demi-tour et retourne à son point de départ en passant par l’Angara après avoir parcouru 5 000 km en terres inconnues en quatre ans.
L’expédition suivante à destination de la Sibérie est commanditée par le tsar. Il s’agit de reconnaître et d’annexer, mais l’objectif était surtout économique. Les tribus soumises devaient régler sous forme de fourrures un impôt annuel (le iassak). Pour contrôler les populations locales des fortins de bois, les ostrogs, dotés de garnisons cosaques, sont implantés de loin en loin. Le 25 septembre 1632, l'explorateur Piotr Békétov part à la tête d’une troupe de Cosaques du Ienisseï et fonde l'ostrog de Iakoutsk, à 70 km au nord de son emplacement actuel, sur la rive droite de la Léna. Au cours des années qui suivent les tribus Iakoutes entrent régulièrement en rébellion et assiègent à plusieurs reprises l’ostrog. En 1638, un voïvode est installé à Iakoutsk pour administrer la région.

En 1638, l’ataman cosaque Dimitri Kopylov, guidé par le Toungouse Sémion Pétrov, explore le principal affluent droit de la Léna, l’Aldan. C’est la première rencontre des Russes avec les Evens qui peuplent le nord-est de la Russie. Entre 1640 et 1643, le Cosaque Simon Dejnev, célèbre pour sa découverte du détroit de Béring, explore, essentiellement par la voie fluviale, le nord-est de la Iakoutie. Il reconnaît successivement le cours de l’Oïmiakon, de la Moma, de l’Indiguirka et enfin de la Kolyma. Sur ce dernier fleuve, les Russes affrontent les Ioukaguires.

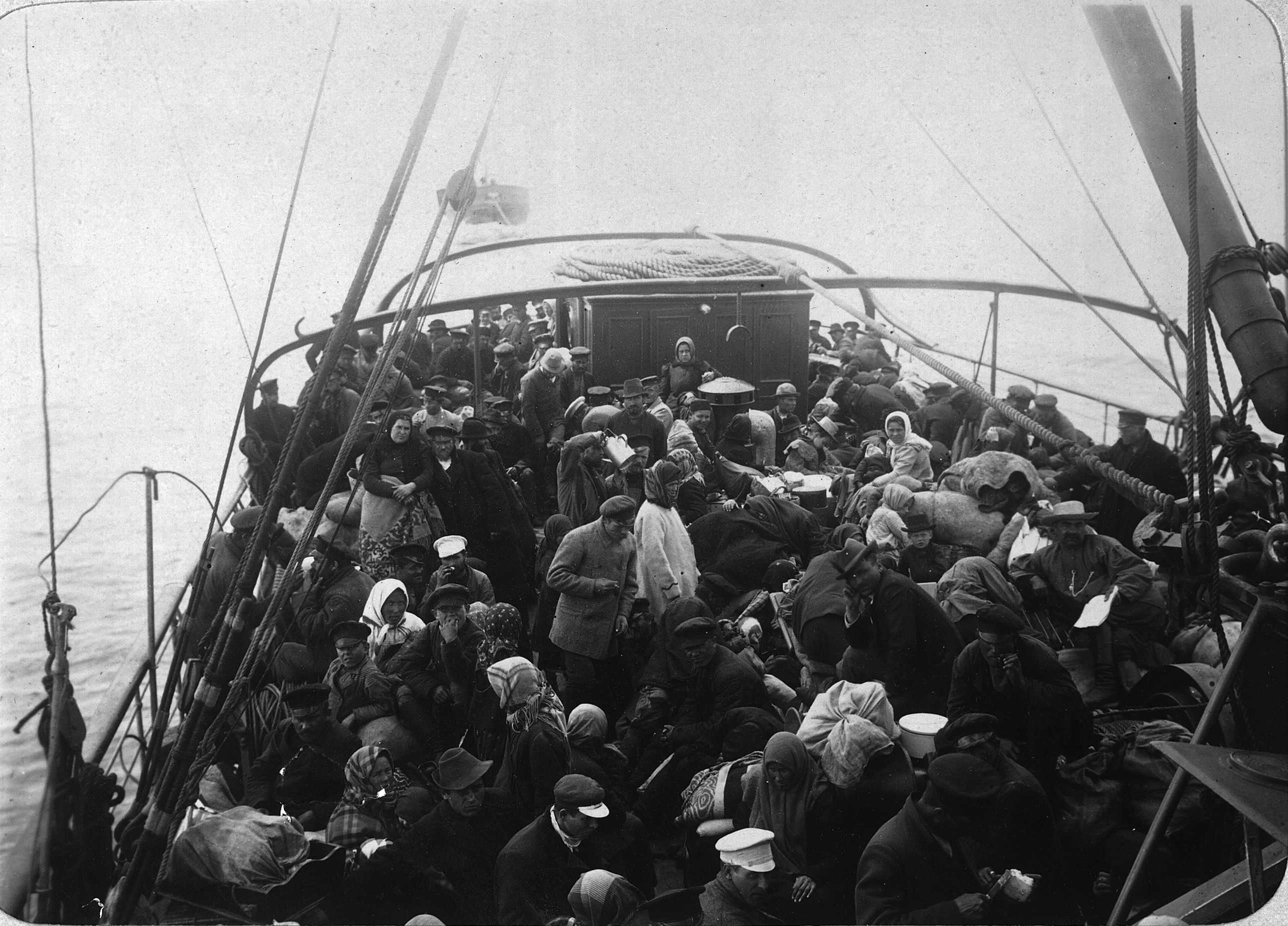
Transport de mineurs d'or (fin XIXe siècle - début XXe siècle)

Iakoutsk devient la base de départ des expéditions d'exploration de l'Extrême-Orient russe. Plusieurs reconnaissances du bassin de l’Amour partiront ainsi de Iakoutsk en empruntant le même itinéraire : les explorateurs remontent la Léna jusqu'à la confluence avec l'Olekma, puis suivaient le cours de l'Oliokma, franchissaient par portage la ligne de crête des monts Stanovoï puis atteignaient le fleuve Amour après une dizaine de jours de marche.
Les dernières terres de Iakoutie explorées sont celles de l'archipel de Nouvelle-Sibérie dans l'océan Arctique. Les premières informations sur son existence furent rapportées par le cosaque Iakov Permiakov (en) au début du XVIIIe siècle. En 1712, une unité cosaque menée par Merkouri Vaguine atteint la grande île Liakhov. Au début du XIXe siècle, les îles furent explorées par Iakov Sannikov, Matveï Gedenstrom et d'autres.

### L'époque soviétique

Drapeau de la RSSA iakoute.

La République socialiste soviétique autonome iakoute est proclamée le 27 avril 1922, sur l'ancien oblast de Iakoutsk, malgré le fait que la partie orientale de celui-ci (dont la ville de Iakoutsk elle-même) soit alors encore aux mains des Russes blancs.

### Depuis 1990
Dans la tourmente qui suit l'éclatement de l'URSS, la Iakoutie fait partie avec le Tatarstan des régions en pointe dans la recherche d'une plus grande autonomie vis-à-vis d'un pouvoir central : l'accord économique passé avec la firme De Beers pour la commercialisation des diamants extraits du sous-sol iakoute est représentatif.
Le réchauffement climatique accéléré à la fin du XXe début XXIe siècle, provoque la fonte de sols (pergélisol) jusqu'alors constamment gelés. Des milliers d’habitations menacent de chavirer dans la boue en été, tandis que les villages du nord sont submergés par des inondations.

## Politique et administration

### Organisation des pouvoirs
La Constitution de la république de Sakha est le texte fondamental de la république. Elle a été approuvée le 2 avril 1992 et elle entrée en vigueur le 27 avril suivant. Selon la Constitution, la République est un État de droit démocratique doté de son propre territoire, de sa population, de sa législation et de son système administratif propre. Elle possède ses symboles d’État et ses langues officielles.

#### Pouvoir exécutif

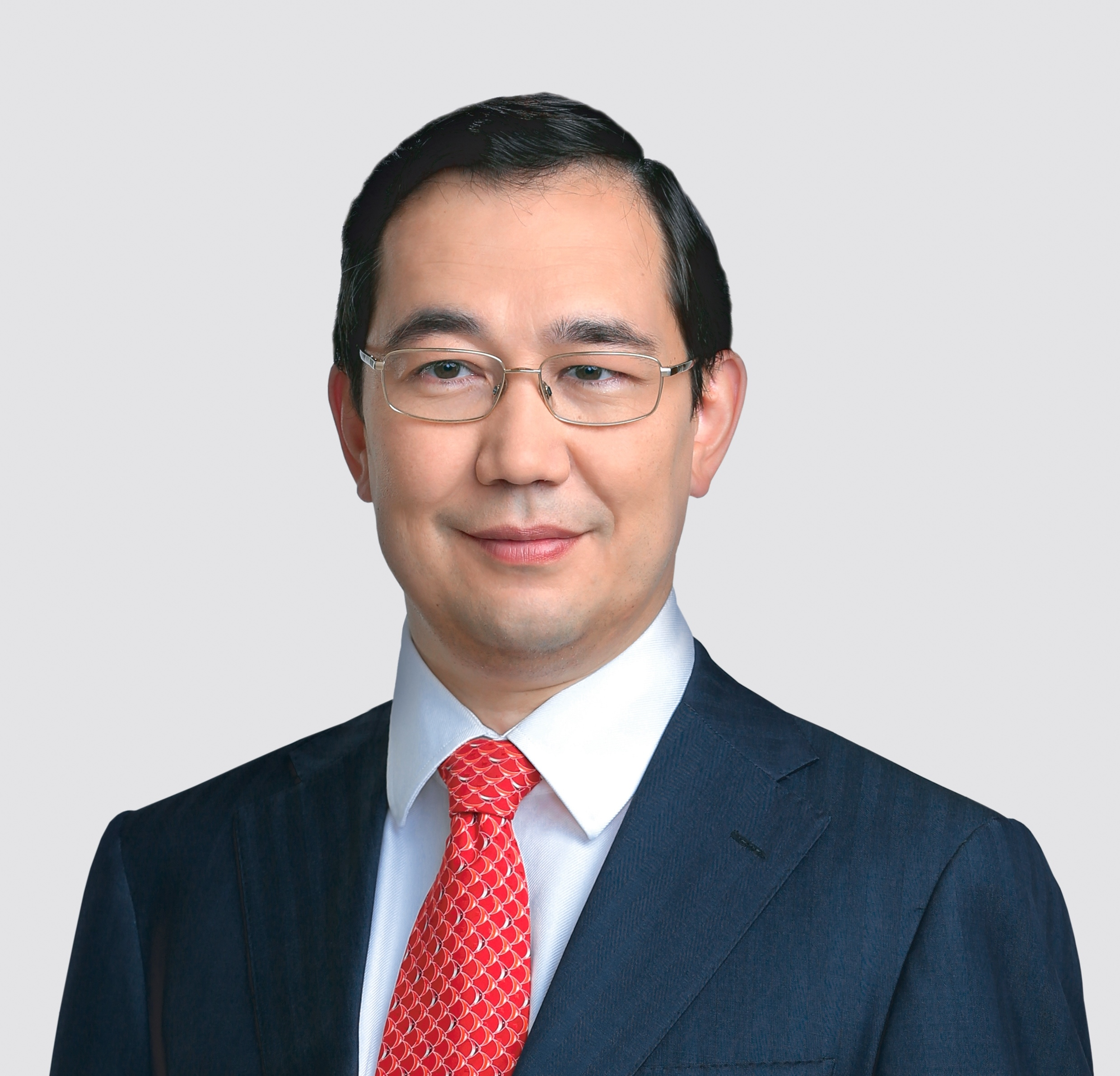
Portrait officiel d'Aïssen Nikolaïev, chef de la république de Sakha depuis 2018.

Le pouvoir exécutif dans la république est exercé par le Chef de la République, nommé en iakoute Il Darkhan. Élu pour un mandat de cinq ans, son titre était président jusqu'en 2010, avant qu'une loi fédérale vienne interdire cette dénomination. Le pouvoir exécutif est de plus représenté par le Gouvernement de la république, qui comprend un Premier ministre, six vice-premier ministres, dix-huit ministres et cinq chefs des comités d’État.
De 1993 jusqu'en 2004, le président était élu au scrutin uninominal majoritaire à deux tours comme dans tous les autres sujets de la fédération. Mais à l'initiative du président Vladimir Poutine après la prise d'otages de Beslan en 2004 en Ciscaucasie, la loi fédérale no 159-FZ a établi que les dirigeants des sujets étaient désormais nommés par le président russe. Néanmoins en 2012, les élections directes des dirigeants des sujets ont repris, y compris en Iakoutie.
La dernière élection gouvernorale a été tenue en septembre 2023, où le chef Aïssen Nikolaïev de Russie unie a été reconduit pour un deuxième mandat. Le 4 octobre 2023, Aïssen Nikolaïev a proposé Kirill Bytchkov de Russie unie comme Premier-ministre, ce qui a été accepté à l'unanimité par l'Assemblée.

#### Pouvoir législatif

Composition de lIl Tumen depuis 2023. Russie unie détient la majorité absolue.

Le pouvoir législatif est détenu dans la république par l'Assemblée nationale de la république de Sakha, nommée en iakoute Il Tumen. Il Tumen était initialement un parlement bicaméral, avant de devenir monocaméral en 2002. L'Assemblée est habilitée à prendre des décisions sur les questions de politique culturelle, économique et sociale, et partage le reste de ses compétences avec le niveau fédéral.
Elle est composée de 70 membres élus pour un mandat de 5 ans. La moitié des députés (35 députés) sont élus dans autant de circonscriptions uninominales, les 35 restants sont élus au scrutin proportionnel sur liste de partis. Est éligible un citoyen qui a atteint l'âge de 21 ans et qui possède le droit de vote. Les dernières élections de 2023 ont été remporté par le parti Russie unie, avec 55 sièges. Nouvelles personnes a obtenu 6 sièges, le parti communiste 4 sièges et Russie juste 3 sièges. Le LDPR a obtenu 1 siège et le dernier siège a été remporté par un indépendant. Le président de l'assemblée est depuis le 30 juin 2021 Alekseï Ieremeïev, de Russie unie.

#### Pouvoir judiciaire
La Cour constitutionnelle de la République est la plus haute instance judiciaire de la république de Sakha. Elle a été formée le 29 mai 1992 par une loi du Conseil suprême de la Iakoutie. Elle a les compétences de contrôler la conformité des actes juridiques de la république à la Constitution de la république. Elle vérifie la constitutionnalité des lois et des actes de jurisprudences, interprète la Constitution et résout les différends entre les autorités de la République et de la Fédération de Russie.

### Résultats électoraux
| Scrutin                    | 1er tour | 1er tour | 1er tour | 1er tour | 1er tour | 1er tour | 1er tour | 1er tour | 1er tour | 1er tour | 1er tour | 1er tour | 2d tour                  | 2d tour                  | 2d tour                  | 2d tour                  | 2d tour                  | 2d tour                  | 2d tour                  | 2d tour                  | 2d tour                  | 2d tour                  |
| Scrutin                    | 1er      | 1er      | %        | 2e       | 2e       | %        | 3e       | 3e       | %        | 4e       | 4e       | %        | 1er                      | 1er                      | %                        | 2e                       | 2e                       | %                        | 3e                       | %                        | 4e                       | %                        |
| -------------------------- | -------- | -------- | -------- | -------- | -------- | -------- | -------- | -------- | -------- | -------- | -------- | -------- | ------------------------ | ------------------------ | ------------------------ | ------------------------ | ------------------------ | ------------------------ | ------------------------ | ------------------------ | ------------------------ | ------------------------ |
| Présidentielle 2012        |          | ER       | 69.46    |          | KPRF     | 14.39    |          | SE       | 6.49     |          | LDPR     | 4.37     | Victoire au premier tour | Victoire au premier tour | Victoire au premier tour | Victoire au premier tour | Victoire au premier tour | Victoire au premier tour | Victoire au premier tour | Victoire au premier tour | Victoire au premier tour | Victoire au premier tour |
| Gouvernorale 2014          |          | ER       | 58,79    |          | GP       | 29,49    |          | KPRF     | 5.41     |          | LDPR     | 3.19     | Victoire au premier tour | Victoire au premier tour | Victoire au premier tour | Victoire au premier tour | Victoire au premier tour | Victoire au premier tour | Victoire au premier tour | Victoire au premier tour | Victoire au premier tour | Victoire au premier tour |
| Présidentielle 2018        |          | ER       | 64.38    |          | KPRF     | 27.25    |          | LDPR     | 3.96     |          | GRANI    | 1.64     | Victoire au premier tour | Victoire au premier tour | Victoire au premier tour | Victoire au premier tour | Victoire au premier tour | Victoire au premier tour | Victoire au premier tour | Victoire au premier tour | Victoire au premier tour | Victoire au premier tour |
| Gouvernorale 2018          |          | ER       | 71,40    |          | KPRF     | 12.03    |          | SRZP     | 6.58     |          | LDPR     | 6,22     | Victoire au premier tour | Victoire au premier tour | Victoire au premier tour | Victoire au premier tour | Victoire au premier tour | Victoire au premier tour | Victoire au premier tour | Victoire au premier tour | Victoire au premier tour | Victoire au premier tour |
| Législative 2018           |          | ER       | 53.35    |          | KPRF     | 19.43    |          | SRZP     | 19.43    |          | LDPR     | 9.56     | Tour unique              | Tour unique              | Tour unique              | Tour unique              | Tour unique              | Tour unique              | Tour unique              | Tour unique              | Tour unique              | Tour unique              |
| Législative 2021           |          | KPRF     | 35,15    |          | ER       | 33,22    |          | NL       | 9,87     |          | SRZP     | 8.19     | Tour unique              | Tour unique              | Tour unique              | Tour unique              | Tour unique              | Tour unique              | Tour unique              | Tour unique              | Tour unique              | Tour unique              |
| Gouvernorale 2023          |          | ER       | 75.77    |          | KPRF     | 10.41    |          | LDPR     | 5.69     |          | KPKR     | 5.20     | Victoire au premier tour | Victoire au premier tour | Victoire au premier tour | Victoire au premier tour | Victoire au premier tour | Victoire au premier tour | Victoire au premier tour | Victoire au premier tour | Victoire au premier tour | Victoire au premier tour |
| Législative régionale 2023 |          | ER       | 54.36    |          | NL       | 14.17    |          | KPRF     | 13.16    |          | SRZP     | 9.39     | Tour unique              | Tour unique              | Tour unique              | Tour unique              | Tour unique              | Tour unique              | Tour unique              | Tour unique              | Tour unique              | Tour unique              |

### Représentation fédérale

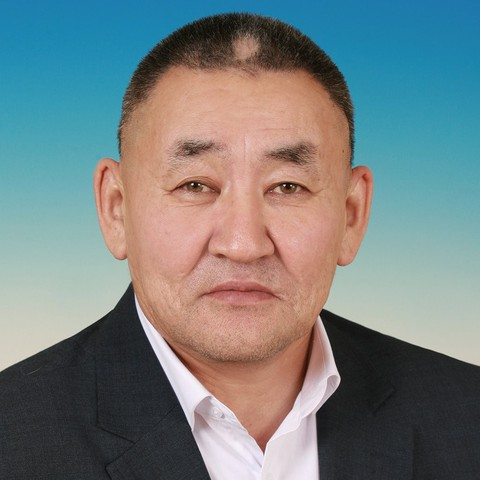
Petr Ammosov, député de la république à la Douma d'État.

La république de Sakha est l'un des sujets de la fédération de Russie, et elle est soumise aux mêmes règles que les autres sujets et doit respecter la Constitution russe de 1993. La république forme pour les élections législatives russes la circonscription électorale de Iakoutsk (no 24), qui recouvre l'ensemble de la république. C'est par ailleurs la plus grande circonscription électorale du monde. La circonscription élit un député à la douma d'État, qui est actuellement Petr Ammosov, du parti communiste, pour la VIIIe législature de 2021 à 2026.
La République, comme chaque sujet, est représentée au Conseil de la fédération par deux sénateurs. Le premier est élu par le pouvoir législatif (l'assemblée) et le représente, tandis que le second est nommé par le pouvoir exécutif (gouvernement) et le représente. L'Assemblée et le gouvernement élisent leurs représentants lorsqu'ils prennent leurs fonctions respectives. Le représentant du gouvernement est Iegor Bessov (Russie unie) de septembre 2023 à septembre 2028, tandis que le représentant de l'assemblée est Afanassiev Sakhamine (Russie unie) de septembre 2023 à septembre 2028.

### Subdivisions
La Iakoutie fait partie du district fédéral d'Extrême-Orient et de la région d'Extrême-Orient. Le territoire est découpé en 34 arrondissements (oulous l'équivalent du raïon russe).
La république compte 11 villes : 5 sont rattachées directement à la région (Iakoutsk, Niourba, Pokrovsk, Nerioungri et Mirny) et 6 autres rattachées à des oulous (Aldan, Tommot, Lensk, Srednékolymski, Verkhoïansk, Viliouïsk) . Elle compte également 69 communes urbaines et 352 communes rurales.

### Politique régionale
Comme toutes les régions de Russie ayant le statut de République, la Iakoutie dispose d'une certaine autonomie législative. Les Iakoutes contrôlent la plupart des institutions, bien que les Russes, qui représentent près de 40 % de la population, gardent un rôle important. La république de Sakha a ainsi une gestion mixte où les Iakoutes ont une souveraineté intérieure très importante, ce qui est seulement comparable au Groenland.

#### Droits des autochtones

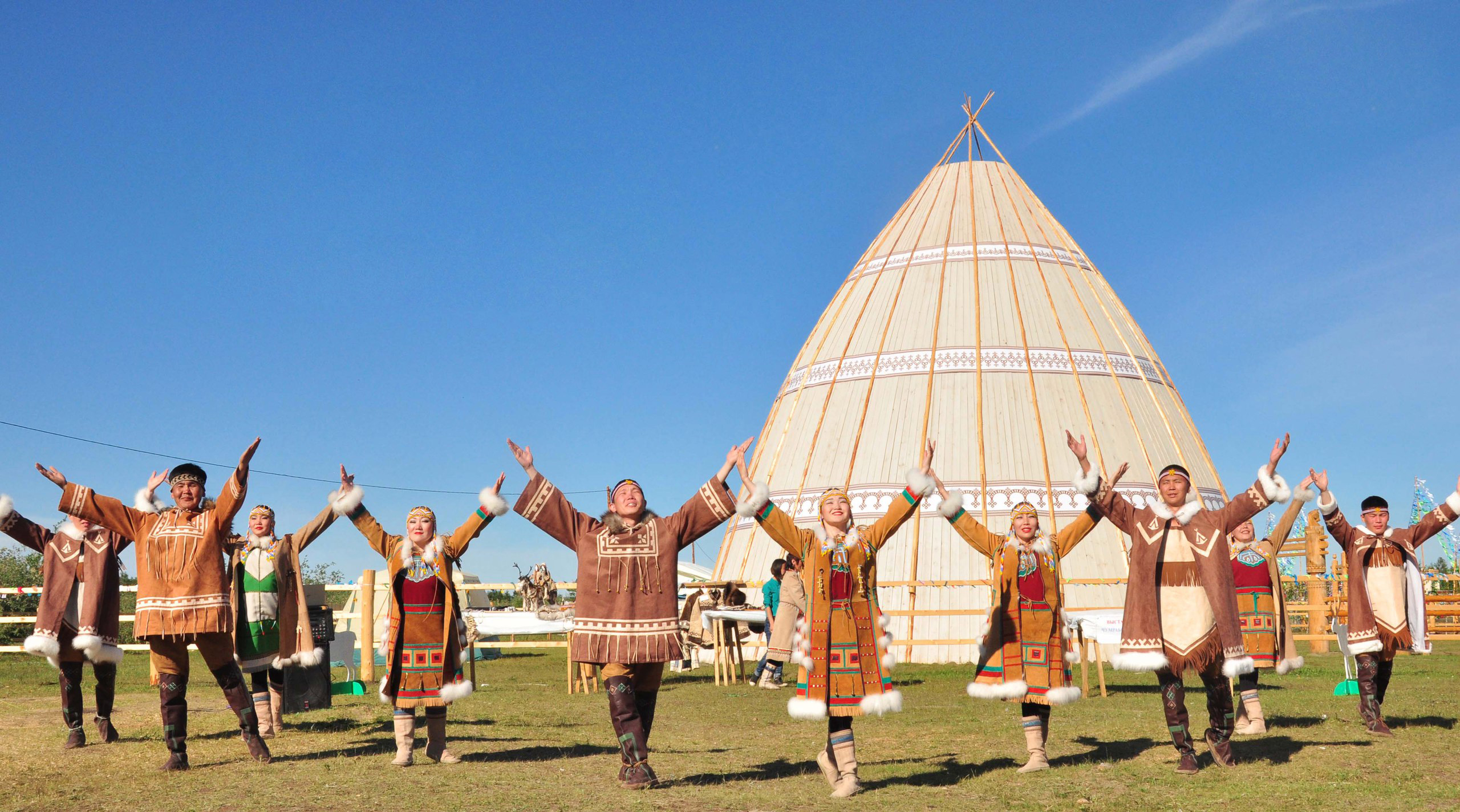
Festival de l'Olonkho à Verkhoïansk en 2017, avec des Evenks.

La république de Sakha compte une part importante de groupes ethniques non-russes dans sa population. La Iakoutie a fait passer en conséquence une vingtaine de lois sur le statut de ces peuples et leur développement socio-économique et culturel. Nombre d'entre eux conservent un mode de vie nomade, nécessitant alors des besoins spéciaux. Désormais, la Douma d'État songe à passer une législation similaire à celle en vigueur en Iakoutie. La République est pionnière en ce qui concerne les droits spéciaux des peuples nomades qui nécessitent une prise en compte de leurs coutumes et traditions dans les lois. La loi de 1992 « Sur la communauté tribale nomade des peuples peu nombreux » a permis de reconnaître le mode de vie nomade, et la loi de 2012 « Sur le soutien de l'État aux peuples autochtones nomades en petit nombre du nord de la république de Sakha (Iakoutie) » a permis de renforcer leurs droits. Notamment, le caractère fondamental des coutumes est soutenu aux travers de ces lois, en particulier en ce qui touche à l'élevage de rennes. Alors qu'au niveau fédéral, la pratique est considérée avant tout comme économique, relevant de l'agriculture, elle est considérée en Iakoutie comme une base de la vie et de la culture des peuples autochtones.
Depuis 2008, la Iakoutie assure un programme sur les écoles nomades, où les enfants peuvent recevoir un enseignement dans leur langue maternelle tout en restant avec leur famille nomade et en gardant la culture et autre traditions. Les enfants qui participent à l'élevage de rennes reçoivent un salaire, subventionné par la République. Enfin, la loi sur la famille nomade de 2016 a défini ce qu'est une famille nomade afin de les reconnaître sur le plan juridique.

#### Politique linguistique
La république de Sakha, en tant que république de la fédération de Russie, a le droit depuis 1991 d'établir sa langue d'État. La politique linguistique des républiques de Russie est héritée des années 1990, lorsque l'intérêt pour l'ethnicité et la souveraineté a augmenté à la suite de l'effondrement de l'Union soviétique. Ainsi, l'article no 46 de la Constitution de la République, promulguée en 1992, précise que le iakoute et le russe sont les langues officielles de la République. Les langues des petits peuples du Nord sont officielles dans leurs lieux d'habitat respectifs. La loi « Sur les langues dans la république de Sakha (Iakoutie) » du 16 octobre 1992 a ainsi attribué au russe et au iakoute le statut officiel. À cela s'ajoutent les langues dolgane, evenki, évène, tchouktche et youkaguir comme langues officielles dans les lieux où elles sont parlées, où elles sont utilisées à égalité avec le russe et le iakoute.
Au cours des années 1990, la langue iakoute a pris une place plus importante dans les écoles, alors que la prise de conscience ethnique augmentait. Ainsi, le nombre d'écoliers recevant leur enseignement en iakoute a été multiplié par 1,5 sur la décennie, et le nombre d'écoliers qui apprennent le iakoute comme matière scolaire a été multiplié par 2,5. Néanmoins, aucune loi ne régissait alors la politique linguistique à l'école en Iakoutie ou au niveau fédéral. Par les lois fédérales de 2005 et de 2012, la Russie a encouragé l'apprentissage du russe. En conséquence, la maîtrise du russe est passée de 65 % à 89,6 % chez les Iakoutes entre 1990 et 2010.

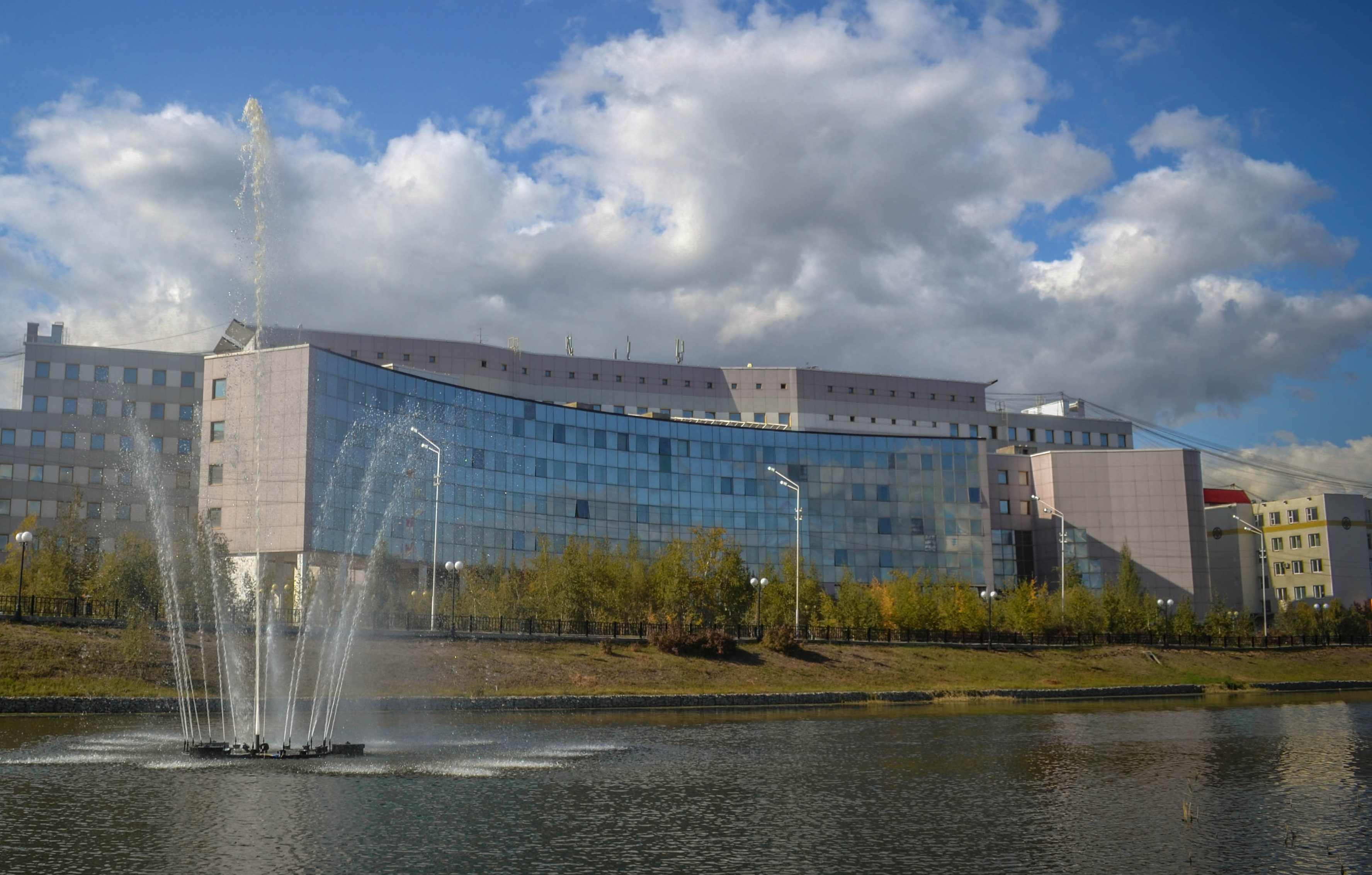
L'Université fédérale du Nord-Est à Iakoutsk, l'une des dix universités fédérales de Russie.

Selon le ministre de l'Éducation de la république en 2016, l'enseignement en russe est dispensé dans 44,8 % des écoles où sont scolarisés 60 % des écoliers. Les écoliers recevant leur enseignement en iakoute se trouvent dans 63,5 % des écoles (40 % des écoliers) de la république. Le iakoute est enseigné comme matière distinct à 23 500 élèves dans 134 écoles, l'évène à 847 élèves dans 13 écoles, l'evenki dans 9 écoles à 394 élèves, le youkaguir dans 2 écoles à 88 écoliers et le tchouktche dans 1 école à 17 élèves. Le dolgane est proposé comme manière facultative dans une seule école. À la maternelle, les enfants ont le choix entre étudier : leur langue maternelle et le russe, le russe en tant que langue maternelle et une langue étrangère, le russe en tant que langue maternelle et le iakoute ou bien une langue minoritaire et le iakoute. Dans le système d'enseignement général, les choix sont les suivants : l'enseignement est dispensé dans le russe comme langue maternelle pendant toute la scolarité ; il est dispensé dans la langue maternelle suivi d'une transition vers une autre langue ; la langue maternelle est étudiée comme une matière tandis que la langue d'enseignement est la langue secondaire ; la langue maternelle est étudiée au travers d'une immersion intensive.
Actuellement, la république de Sakha cherche à mener une politique linguistique équilibrée entre le russe et le iakoute. Le iakoute est cependant moins enseigné que le russe, mais depuis 2013, le nombre d'élèves scolarisés en iakoute augmente. Le iakoute est utilisé dans la vie quotidienne, et même les russophones sont très positifs vis-à-vis de l'apprentissage du iakoute, afin d'ouvrir des possibilités de carrière.

## Population et société

### Démographie
| 1926    | 1939    | 1950    | 1959    | 1970    | 1979    |
| ------- | ------- | ------- | ------- | ------- | ------- |
| 289 085 | 413 800 | 361 200 | 487 343 | 664 123 | 838 808 |

| 1989      | 1992      | 2002    | 2007    | 2010    | 2015    |
| --------- | --------- | ------- | ------- | ------- | ------- |
| 1 081 408 | 1 100 342 | 949 280 | 949 972 | 958 528 | 956 896 |

| 2016    | 2022    | 2024      | - | - | - |
| ------- | ------- | --------- | - | - | - |
| 959 689 | 925 794 | 1 001 664 | - | - | - |

En 2007, la Iakoutie se distingue à la fois par un taux de croissance naturelle parmi les plus élevés de toutes les régions (6,2 ‰) et un taux d'immigration négatif également parmi les plus importants (-5,8 ‰). Le taux de croissance naturelle est dû à une natalité relativement importante pour la Russie (15,88 ‰ soit au 10e rang sur 85) et un taux de mortalité de 9,68 ‰. Le résultat est une quasi stabilité de la population (+0,6 ‰ en 2007).
| Année | Fécondité | Fécondité urbaine | Fécondité rurale |
| ----- | --------- | ----------------- | ---------------- |
| 1990  | 2,46      | 2,08              | 3,28             |
| 1991  | 2,33      | 1,93              | 3,18             |
| 1992  | 2,17      | 1,75              | 3,08             |
| 1993  | 2,08      | 1,61              | 3,10             |
| 1994  | 2,07      | 1,61              | 3,09             |
| 1995  | 2,01      | 1,58              | 2,96             |
| 1996  | 1,88      | 1,46              | 2,79             |
| 1997  | 1,81      | 1,44              | 2,62             |
| 1998  | 1,80      | 1,48              | 2,53             |
| 1999  | 1,71      | 1,42              | 2,36             |
| 2000  | 1,77      | 1,47              | 2,44             |
| 2001  | 1,78      | 1,54              | 2,31             |
| 2002  | 1,85      | 1,61              | 2,40             |
| 2003  | 1,87      | 1,66              | 2,35             |
| 2004  | 1,91      | 1,71              | 2,36             |
| 2005  | 1,73      | 1,58              | 2,08             |
| 2006  | 1,72      | 1,61              | 1,97             |
| 2007  | 1,91      | 1,72              | 2,31             |
| 2008  | 1,90      | 1,82              | 2,08             |
| 2009  | 1,97      | 1,88              | 2,18             |
| 2010  | 2,00      | 1,86              | 2,29             |
| 2011  | 2,06      | 1,77              | 2,68             |
| 2012  | 2,17      | 1,89              | 2,81             |
| 2013  | 2,17      | 1,78              | 3,15             |
| 2014  | 2,25      | 1,78              | 3,46             |
| 2015  | 2,19      | 1,86              | 3,06             |
| 2016  | 2,09      | 1,82              | 2,78             |
| 2017  | 1,93      | 1,67              | 2,60             |
| 2018  | 1,85      |                   |                  |
| 2019  | 1,82      |                   |                  |

### Composition ethnique

Pourcentage de Iakoutes dans les différents oulous en 2010.

Sur 959 689 habitants décomptés au recensement de 2016, les ressortissants des peuples présents avant l'arrivée des Russes étaient 432 290 Iakoutes, 18 232 Evenks (1,92 %), 11 657 Évènes (1,23 %), 1 272 Dolganes, 1 097 Ioukaguires (0,12 %) à côté de 390 671 Russes (41,15 %), 34 633 Ukrainiens (3,65 %), 10 768 Tatars (1,13 %), 7 266 Bouriates (0,77 %), 4 236 Biélorusses (0,45 %), 2 764 Arméniens (0,29 %), 2 355 Bachkirs (0,25 %), 2 293 Azéris (0,24 %), 2 283 Allemands ethniques (Volga…) (0,24 %), etc.
Les Iakoutes, qui se nomment eux-mêmes les Sakhas, sont le peuple majoritaire de la république. Ce sont un peuple indigène turcophone, qui ont migré vers l'est de l'Asie centrale vers la Baïkalie et le sud de la Sibérie aux VIe et VIIe siècles. Ils migrèrent ensuite vers le nord jusqu'à la Léna après avoir été défait par les armées de l'Empire mongol au XIVe siècle. Ils s'établirent dans les bassins de la Léna et de ses affluents la Viliouï et l'Aldan. Bien que vivant alors dans des conditions rudes, ils disposaient désormais de vastes terres pour les fourrages et de riches ressources de chasse et de pêches. Aux côtés des Iakoutes vivent les peuples autochtones que sont les Dolganes, les Évènes, les Evenks, les Ioukaguires et les Tchouktches.
Sous l'Empire russe et par la suite sous l'Union soviétique, Moscou utilise la région pour y établir des camps pour les exilés politiques. Ces camps hébergent les révoltés polonais et des pays baltes, des critiques, des intellectuels et des religieux russes. Une fois leur peine purgée, une partie de ces exilés décidèrent de s'établir en Iakoutie, ce qui amena une nouvelle population dans la région. Depuis la période soviétique, la région a connu une considérable croissance du nombre total des petits peuples du Nord de la Russie, avec une population qui a plus que doublé entre 1970 et 2010. Le taux de natalité et la diminution du taux de mortalité ont permis en partie cette hausse, auquel s'ajoute l'éveil de la conscience autochtone ainsi que la politique protectionniste de l'État envers ces peuples.
| Recensements | 1926             | 1939             | 1959             | 1970             | 1979             | 1989             | 2002             | 2010             |
| ------------ | ---------------- | ---------------- | ---------------- | ---------------- | ---------------- | ---------------- | ---------------- | ---------------- |
| Iakoutes     | 235 926 (81,6 %) | 233 273 (56,5 %) | 226 053 (46,4 %) | 285 749 (43,0 %) | 313 917 (36,9 %) | 365 236 (33,4 %) | 432 290 (45,5 %) | 466 492 (49,9 %) |
| Dolganes     |                  |                  |                  | 10 (3,1 %)       | 64 (2,7 %)       | 408(2,3 %)       | 1272 (2,0 %)     | 1906 (1,4 %)     |
| Evenks       | 13 502 (4,7 %)   | 10 432 (2,5 %)   | 9 505 (2,0 %)    | 9 097 (1,4 %)    | 11 584 (1,4 %)   | 14 428 (1,3 %)   | 18 232 (1,9 %)   | 21 008 (2,2 %)   |
| Évènes       | 738 (0,3 %)      | 3 133 (0,8 %)    | 3 537 (0,7 %)    | 6 471 (1,0 %)    | 5 763 (0,7 %)    | 8 668 (0,8 %)    | 11 657 (1,2 %)   | 15 071 (1,6 %)   |
| Ioukaguires  | 396 (0,1 %)      | 267 (0,1 %)      | 285 (0,1 %)      | 400 (0,1 %)      | 526 (0,1 %)      | 697 (0,1 %)      | 1 097 (0,1 %)    | 1 281 (0,1 %)    |
| Tchouktches  | 1298 (0,4 %)     | 400 (0,1 %)      | 325 (0,1 %)      | 387 (0,1 %)      | 377 (0,0 %)      | 473 (0,0 %)      | 602 (0,1 %)      | 670 (0,1 %)      |
| Russes       | 30 156 (10,4 %)  | 146 741 (35,5 %) | 215 328 (44,2 %) | 314 308 (47,3 %) | 429 588 (50,4 %) | 550 263 (50,3 %) | 390 671 (41,2 %) | 353 649 (37,8 %) |
| Ukrainiens   | 138 (0,05%)      | 4229 (1,0%)      | 12 182 (2,5 %)   | 20 253 (3,0 %)   | 46 326 (5,4 %)   | 77 114 (7,0 %)   | 34 633 (3,6 %)   | 20 341 (2,2 %)   |
| Tatars       | 1 671 (0,6 %)    | 4 420 (1,1 %)    | 5 172 (1,1 %)    | 7 678 (1,2 %)    | 10 976 (1,3 %)   | 17 478 (1,6 %)   | 10 768 (1,1 %)   | 8 122 (0,9 %)    |
| Autres       | 5 260 (1,8 %)    | 10 303 (2,5 %)   | 14 956 (3,1 %)   | 19 770 (3,0 %)   | 32 719 (3,8 %)   | 59 300 (5,4 %)   | 48 058 (5,1%)    | 46 124 (4,9 %)   |

### Urbanisation

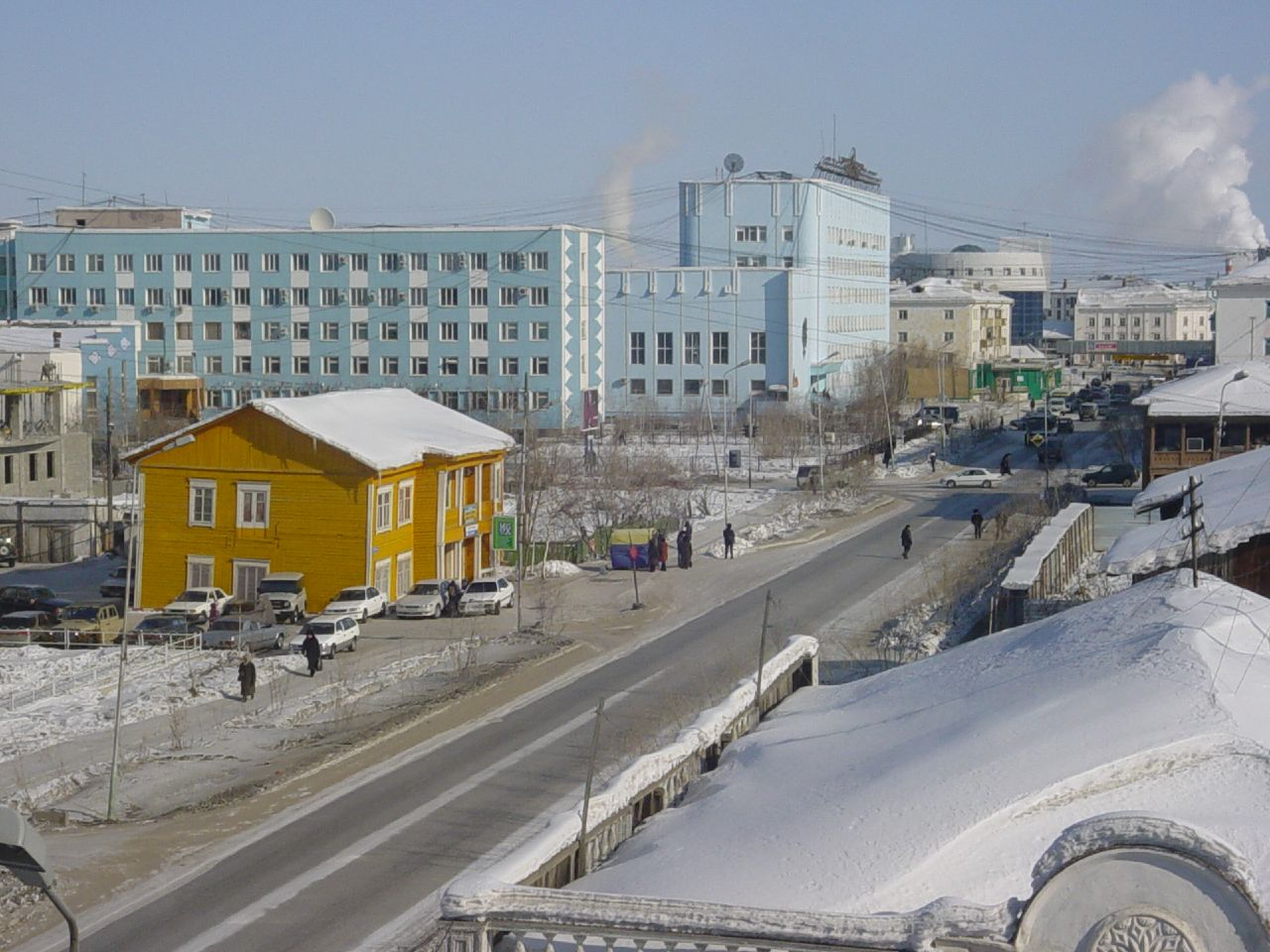
Une des rues de la capitale, Iakoutsk

Sur 958 528 habitants décomptés au recensement de 2010, la population vivant en ville s'élève à 614 545 personnes. On en déduit un taux d'urbanisation de 64,1 %. La population des villes de plus de 7 000 habitants est donnée dans le tableau ci-dessous.
| Ville                      | Nom russe | Population (2014) |
| -------------------------- | --------- | ----------------- |
| Iakoutsk                   | Якутск    | 294 138           |
| Nerioungri                 | Нерюнгри  | 58 846            |
| Mirny                      | Мирный    | 34 652            |
| Lensk                      | Ленск     | 23 948            |
| Aldan                      | Алдан     | 21 364            |
| Aïkhal                     | Айхал     | 13 396            |
| Oudatchny                  | Удачный   | 11 674            |
| Viliouïsk                  | Вилюйск   | 10 559            |
| Niourba                    | Нюрба     | 9 952             |
| Sountar (en)               | Сунтар    | 9 813             |
| Chourapcha (en)            | Чурапча   | 9 456             |
| Jataï                      | Жатай     | 9 432             |
| Namtsy (en)                | Намцы     | 9 207             |
| Oliokminsk                 | Олёкминск | 9 206             |
| Pokrovsk                   | Покровск  | 9 042             |
| Tchoulman                  | Чульман   | 9 004             |
| Tommot                     | Томмот    | 7 508             |
| Maïa (république de Sakha) | Майя      | 7 184             |

### Religion
Religions de la république de Sakha (2012,)
- Russe orthodoxe (37,8 %)
- Tengrisme et autres croyances autochtones (13 %)
- Islam (2 %)
- Autres Christianisme (1,6 %)
- Protestantisme (1 %)
- Spirituel mais non religieux (16,6 %)
- Athéisme et Irréligion (25,6 %)
- autres et non déclarés (7,4 %)

Avant l'arrivée de l'Empire russe, la majorité de la population locale était tengriste, semblable aux autres peuples turcs d'Asie centrale, ou au chamanisme indigène paléoasiatique avec des chamans « de lumière » (dirigeants de la communauté) et « de l'obscurité » (guérisseurs par le voyage spirituel). Sous les Russes, la population locale fut convertie à l'Église orthodoxe russe et obligée de prendre des noms chrétiens orthodoxes, mais dans la pratique, elle continua généralement à suivre les religions traditionnelles. Pendant l'ère soviétique, la plupart ou la totalité des chamans moururent sans successeurs. Dans les années 1990, un mouvement chamanique néopaïen appelé aiyy yeurekhé fut fondé par le journaliste controversé Ivan Ukhkhan et un philologue se faisant appeler Téris. Ce groupe et d'autres coopérèrent pour construire un temple chamanique dans le centre-ville de Iakoutsk en 2002.
Depuis le début des années 2000, bien que le christianisme orthodoxe conserve une certaine popularité (mais avec très peu de prêtres disposés à être en poste en dehors de Iakoutsk), il existe un intérêt et une activité pour le renouvellement des religions traditionnelles. En 2008, les dirigeants orthodoxes décrivaient la vision du monde de la population indigène de la république (ou plutôt, de ceux parmi la population qui ne sont pas complètement indifférents à la religion) comme dvoyeverie (système de croyances doubles), ou une « tendance au syncrétisme », comme en témoigne le fait que les habitants invitent parfois d'abord un chaman, puis un prêtre orthodoxe pour effectuer leurs rites en lien avec un événement de leur vie.
Selon le Centre d'information du président de la république de Sakha, en 2006, la démographie religieuse de la république était la suivante : Orthodoxie : 44,9 %, Chamanisme : 26,2 %, Non-religieux : 23,0 %, Nouveaux mouvements religieux : 2,4 %, Islam : 1,2 %, Bouddhisme : 1,0 %, Protestantisme : 0,9 %, Catholicisme : 0,4 %. Selon une autre enquête de 2012, 37,8 % de la population de Sakha adhère à l'Église orthodoxe russe, 13 % au tengrisme ou au chamanisme iakoute, 2 % à l'islam, 1 % est chrétien non affilié, 1 % à des formes de protestantisme et 0,4 % au bouddhisme tibétain. En outre, 26 % de la population se considère athée, 17 % est « spirituelle mais pas religieuse » et 1,8 % suit d'autres religions ou n'a pas donné de réponse à la question.

## Environnement

### Faune et flore

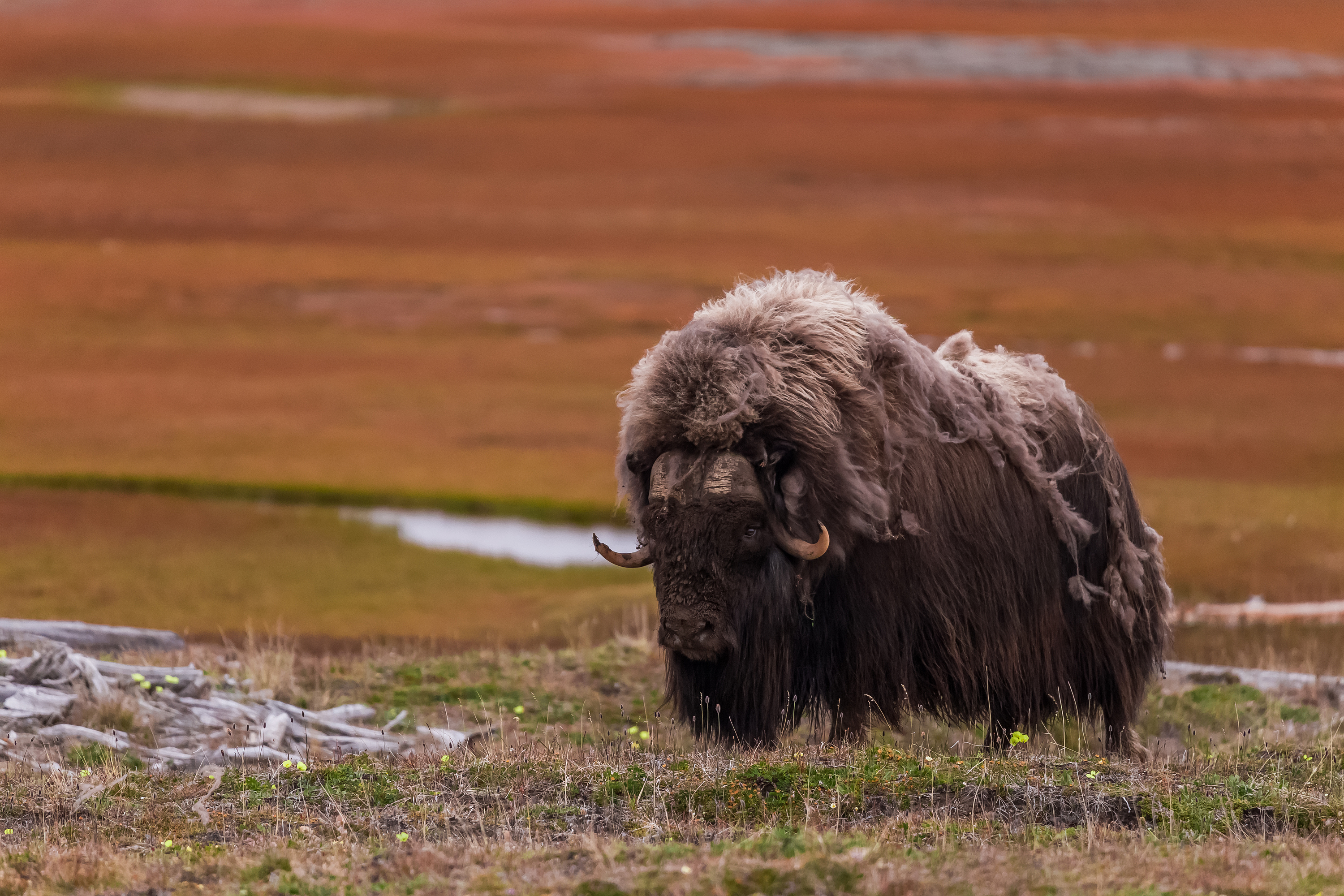
Un bœuf musqué sur l'île Bolchoï Begichev dans la mer des Laptev.

Le pergélisol occupe 95 % de son territoire, ce qui a une influence déterminante sur l'écologie de la région. Cinq grandes zones se distingues du nord au sud. Le désert arctique qui est recouvert par la neige la plus grande partie de l'année : au printemps et en été apparaissent quelques zones couvertes d'herbes, de lichen et de mousses. La toundra arctique et préarctique, région intermédiaire couverte de grandes surfaces de lichen et de mousses qui constituent les zones de pâturage favorites des rennes. Plus au sud se trouve la toundra forestière, caracatérisée par des mélèzes et des pins de Sibérie nains, en particulier dans les vallées. La zone la plus méridionale est couverte par les forêts de la taïga (taïga de Sibérie orientale): les mélèzes prédominent au nord tandis que les pins et les sapins apparaissent vers le sud. La taïga couvre 47 % de la superficie du territoire et est constituée à 90 % de mélèzes. Les ressources forestière sont estimées à 10,3 milliards de m3.

### Aires protégées

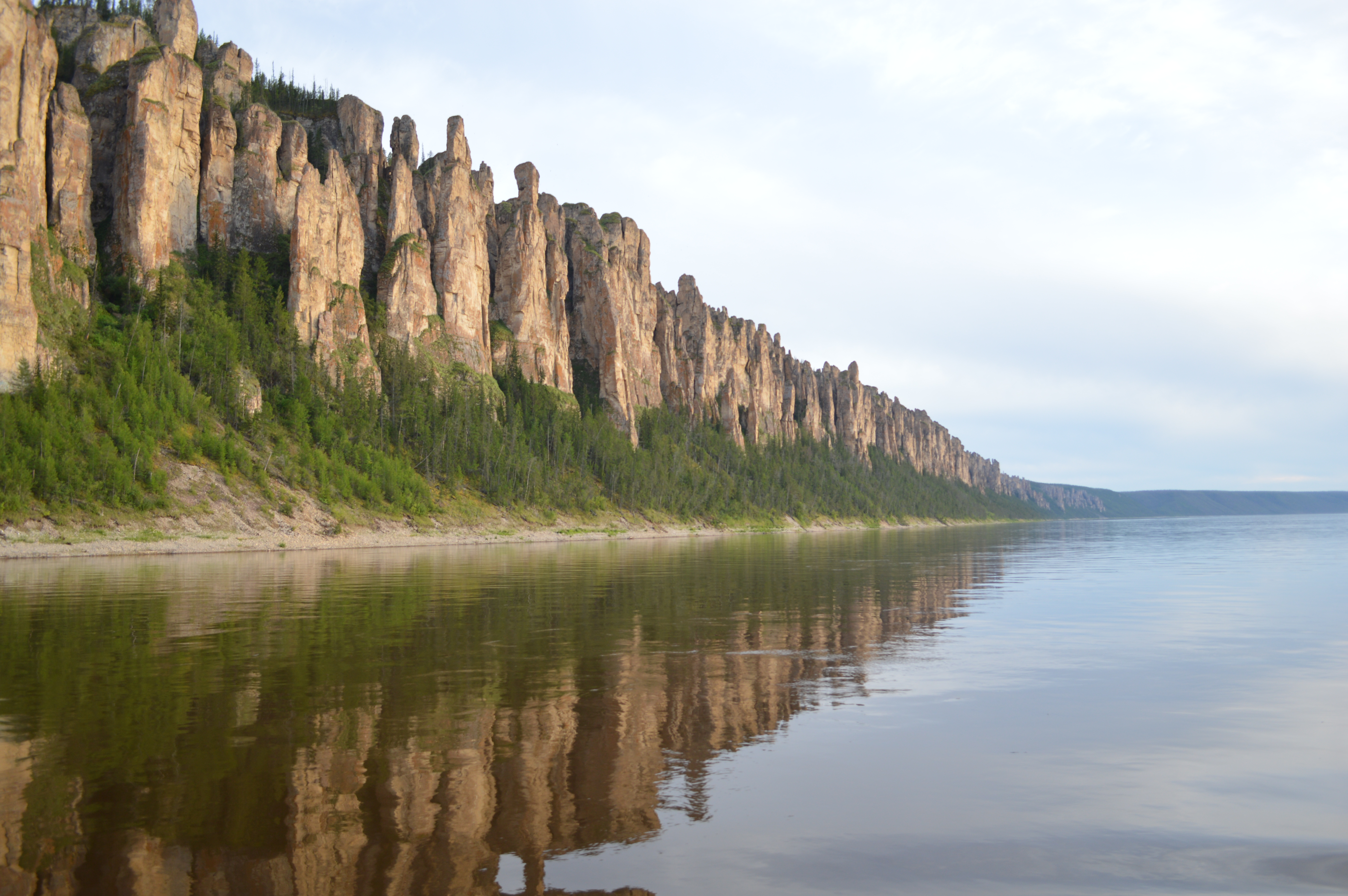
Parc national des colonnes de la Léna, classé à l'UNESCO.

Les autorités régionales, depuis la création de la république de Sakha, font de la protection de l'environnement un des points majeurs de leur programme. Le territoire de la Iakoutie, comme d'autres régions minières peu peuplées de Russie, a subi de graves atteintes environnementales : utilisation de bombe nucléaire pour forer à moindre coût un lac de retenue pour une mine de diamant avec des retombées radioactives importantes, construction d'un barrage sur la Viliouï entraînant une stérilisation du cours d'eau en aval, déforestation incontrôlée, etc. Ces politiques, menées par les Russes, a permis l'exploitation de la région au dépit du patrimoine naturel. En conséquence, le discours social iakoute s'est concentré sur la protection de l'environnement. Cette politique environnementale unique dans le pays répond certes à des issues écologiques mais repose sur la vision culturelle et autochtone de la nature. C'est pour cela que les aires protégées sont désignées comme « les belles terres sacrées » dans la loi de 1996 les instituant.
La région comporte deux réserves naturelles sous contrôle fédéral : la réserve naturelle de l'Oliokma sur la rive droite de l'Oliokma (847 100 ha, créée en 1984) et la réserve du delta de la Léna dans le lieu éponyme (1,4 million d'hectares, créée en 1996). Les zones protégées relevant de l'autorité régionale représentent, en incluant les réserves naturelles précitées, 587 000 km2 soit 18,9 % de la superficie de la région (1999) : ce sont deux parcs nationaux (Colonnes de la Léna et Kytalyk) et près d'une centaine de sites protégés à des degrés divers.

## Économie

### Généralités

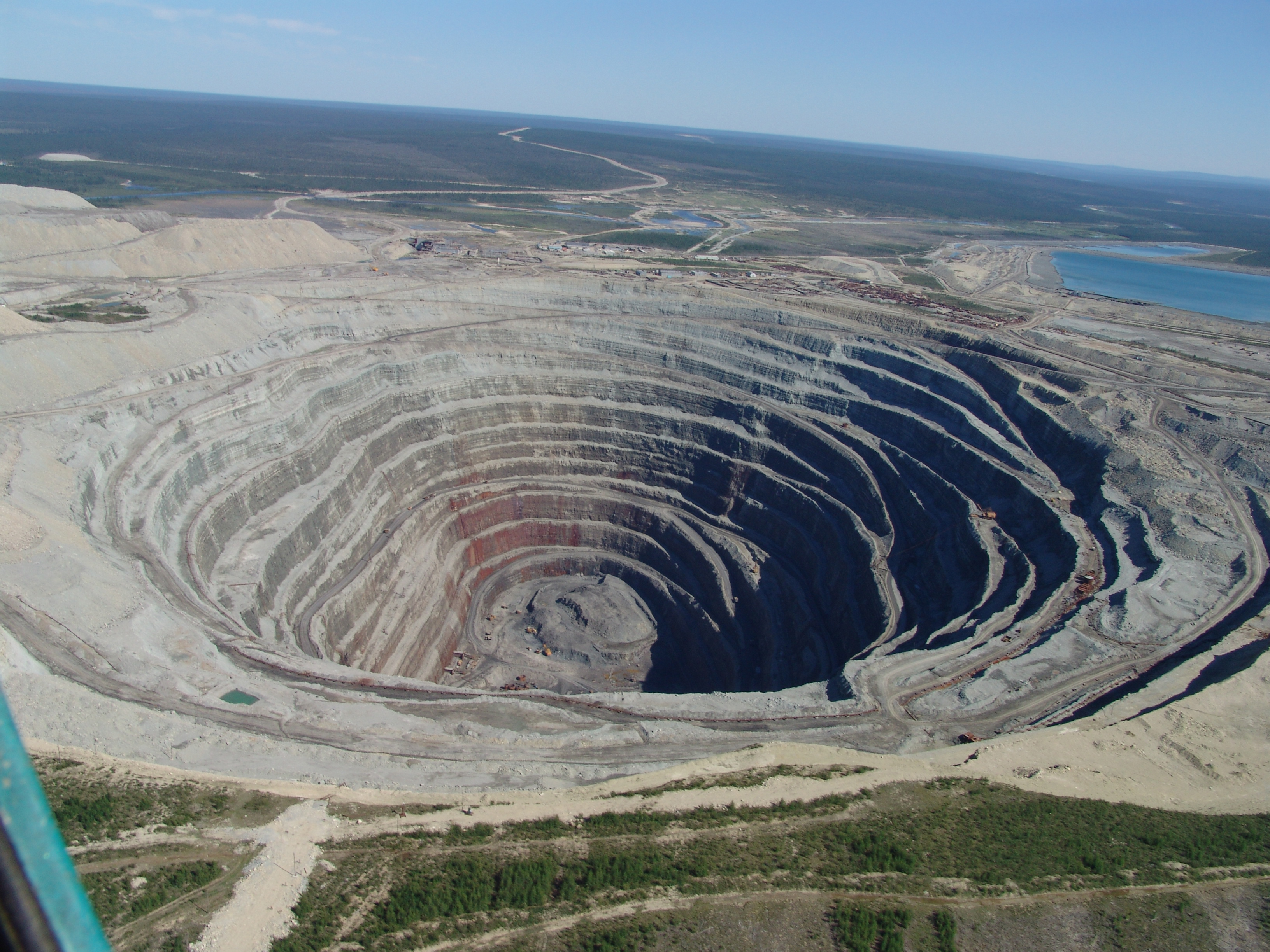
La mine de diamants à ciel ouvert d'Oudatchnaïa

L'économie de la république de Sakha repose essentiellement sur l'exploitation des ressources naturelles. Cela lui confère ainsi une richesse relativement importante, avec un potentiel en termes de réserves de ressources naturelles en Iakoutie estimée à 78 400 milliards de roubles. En 2004, le PNB de la république de Sakha était de 165 milliards de roubles en progression régulière depuis plusieurs années. Avec un PNB par habitant supérieur de 52,6 % à celui de la moyenne russe en 2016-2018, la république de Sakha était en tête des régions de l'extrême-orient russe.
L'industrie représente 58 % du PNB. 98 % des diamants bruts, 24 % des diamants taillés, 15 % de l'or, 40 % de l'étain et 100 % de l'antimoine russe sont extraits du sol de la région. Les mines situées dans le sud fournissent également plus de 10 millions de tonnes de charbon par an. Environ 1,5 milliard de mètres cubes de gaz naturel ont été extraits en 2004 et consommés dans la région. Le bois est également une ressource bien exploitée. L'activité agricole est réduite essentiellement à l'élevage traditionnel de rennes, bovins et chevaux du fait du climat. L'industrie lourde et légère dans ce pays vide et loin des centres de consommation est relativement symbolique.
La région dispose de gigantesques réserves de gaz, charbon, pétrole, or (mine de Nezhdaninskoye) : il faut toutefois pouvoir évacuer ces richesses vers les régions de consommation qui se situent à des milliers de kilomètres (essentiellement Chine, Corée et Japon). Cela requiert de développer des infrastructures de transport (voies ferrées, pipelines et gazoducs) dans des conditions particulièrement difficiles. Certains de ces projets sont aujourd'hui engagés, pour d'autres le montage financier reste à figer tant les sommes mises en jeu sont importantes.
Le gouvernement iakoute cherche en priorité à créer et améliorer les infrastructures de transport. Les autres axes de développements sont l'exportation de produits à plus forte valeur ajoutée (par exemple diamants taillés au lieu de diamants bruts) et la diminution des importations les plus coûteuses (notamment matériaux de construction, carburant).

### Structure de l'économie iakoute

#### Secteur minier

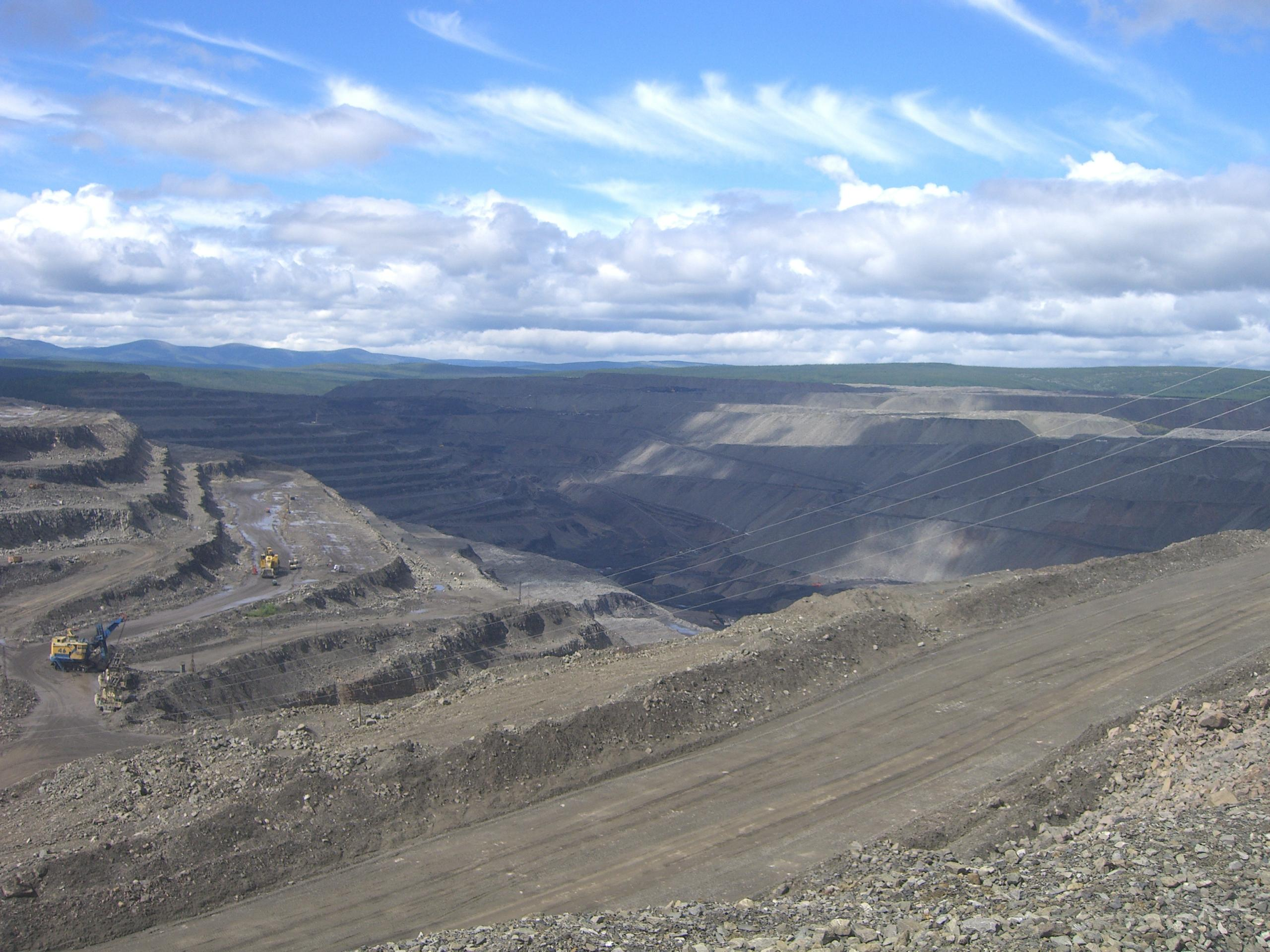
Mine de charbon de Nerioungri.

L'extraction des diamants est l'un des principaux secteurs de l'industrie minière iakoute. Il est estimé que la province diamnatifère de Iakoutie contienne 90 % des réserves russes de diamants. Les nombreux gisements découverts dans les années 1950 dans l'ouest du territoire représentent aujourd'hui 95 % de la production russe de diamants. Très lucrative, l'activité diamantifère freine la dynamique de dépeuplement qui frappe les territoires les plus inhospitaliers de la république. Ainsi, la découverte du gisement d'Ebeliakh, dans la partie la plus septentrionale de la région, a permis le développement d'un nouveau point de peuplement permanent. Les réserves enfouies dans le sol seraient plus importantes que celles de l'Afrique du Sud. En 2017, la Iakoutie représentait 24 % de la production mondiale de diamant.
Des gisements de charbon sont exploités depuis les années 1960. La production actuelle d'environ 10 millions de tonnes provient de 3 mines distinctes, mais l'essentiel est fourni par le gisement situé près de Nerioungri (production 9 Mt., réserves 200 Mt.) exploité à ciel ouvert et situé sur le plateau de l'Aldan dans le sud de la Iakoutie. Ce gisement est à l'origine de la création de la deuxième ville de la république. Le charbon extrait est évacué par la Magistrale Amour-Iakoutie vers les clients finaux (50 % est exporté au Japon, Corée). Une deuxième gisement, le gisement d'Elga (réserve 2 100 Mt, 30 Mt production annuelle prévue), toujours situé sur le plateau de l'Aldan à quelques centaines de km à l'est de celui de Nerioungri, devrait entrer en production en 2010. Sa mise en exploitation nécessite la création d'une ligne de chemin de fer (320 km) qui se débranche en antenne depuis le BAM, un investissement de plus de 3 Mds $. Les deux sociétés minières qui avaient été privatisées mais étaient propriétés de la République ont été mises en vente et rachetées par le sidérurgiste russe Mechel pour plus de 2 Mds$.
Plusieurs gisements aurifères sont exploités en Iakoutie. Les filons se sont formés lors d'épisodes récents de volcanisme, et se trouvent souvent enfermés dans le socle métamorphique du plateau de Sibérie occidentale, donc très difficiles d'accès. Plus aisées à exploiter sont les veines situées dans des roches encaissantes sédimentaires, ou encore les fragments mêlés à des dépôts sableux.
À l'époque soviétique, la principale zone extractive se situait à l'extrême nord-est, à l'amont du bassin de la Kolyma. Cette région est célèbre pour avoir vu périr de nombreux prisonniers du Goulag, condamnés au travail forcé dans les mines d'or.
La plus importante mine d'or actuelle est celle de Nejdaninskoïe, en Iakoutie du Sud. Désormais possédée majoritairement par Norilsk Nickel, ses réserves sont estimées à 470 tonnes de métal précieux. Une importante activité de joaillerie s'est développée en parallèle, avec des entreprises telles que (ru) Gold Yakutia.

#### Énergies et hydrocarbures

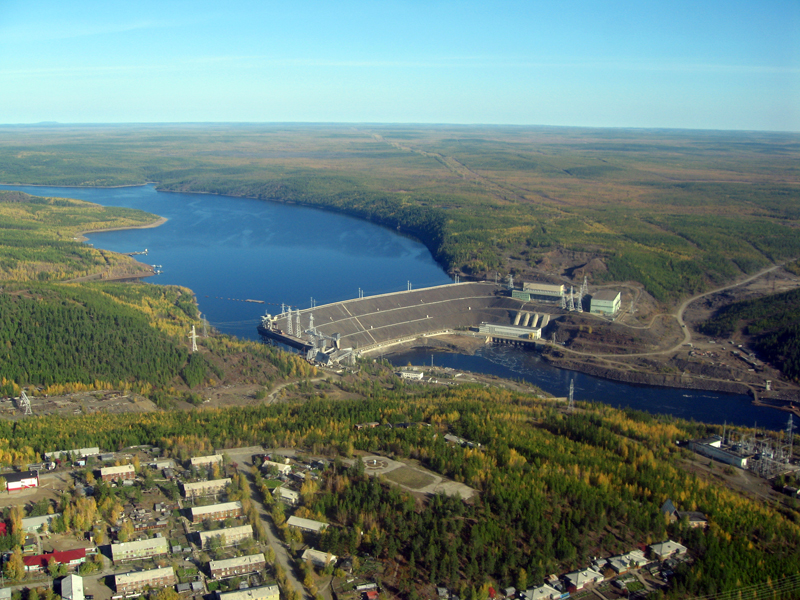
Barrage de la Viliouï.

La république de Sakha possède un important secteur des combustibles et de l'énergie. Un cinquième du territoire détient des matières premières comme le charbon, les condensats, le gaz et le pétrole. Le gaz et le pétrole sont notamments présents dans de grands gisements dans le sud-ouest de la république. Il est estimé que la république détient 330 millions de tonnes de pétrole ainsi que 2,4 billions de m3 de gaz naturel.
Six gisements de gaz sont identifiés Oust-Vilyouisk, Mastahsk et Srednevilyouisk dans la région centrale, Severo-Nelbinsk, Sredndebotuobinsk et Ireliahsk dans la région occidentale. Seuls Mastahsk et surtout Srednevilyouisk sont exploités. En effet, comme il n'existe pas de gazoduc permettant d'exporter le gaz, la production est limitée à la consommation régionale : le gisement de Srednevilyouisk, exploité par la compagnie régionale Yakutneftgas (contrôlée par Alrosa depuis 2006) produit environ 1.6 milliard de mètres cubes de gaz naturel, 80 000 tonnes de condensats par an (2004 ). À court terme l'objectif est de construire des canalisations permettant d'alimenter les agglomérations proches des gisements. Un autre objectif est d'atteindre l'autosuffisance en carburant par retraitement des gaz et condensats. Du gaz est également exporté vers la Chine via le gazoduc "Force de sibérie" et Force de Sibérie 2 à partir notamment du gisement de gaz de Tchaïandina.
Le gisement de Talakan, exploité par la société pétrolière russe Surgutneftegaz, situé à une centaine de kilomètres d'Aldan devrait entrer en production en 2009 dès que le pipeline ESPO sera mis en service
(voir parag. Transports). Le gisement devrait produire 1 puis 3 millions de tonnes par an au démarrage, 10 millions de tonnes en phase de croisière. Les réserves sont estimées à plus de 100 millions de tonnes.
À plus long terme, certains spécialistes estiment que cette partie de la Iakoutie avec la zone attenante de l'oblast d'Amour pourrait produire de 50 à 60 millions de tonnes de pétrole par an.

#### Agriculture, pêche et sylviculture

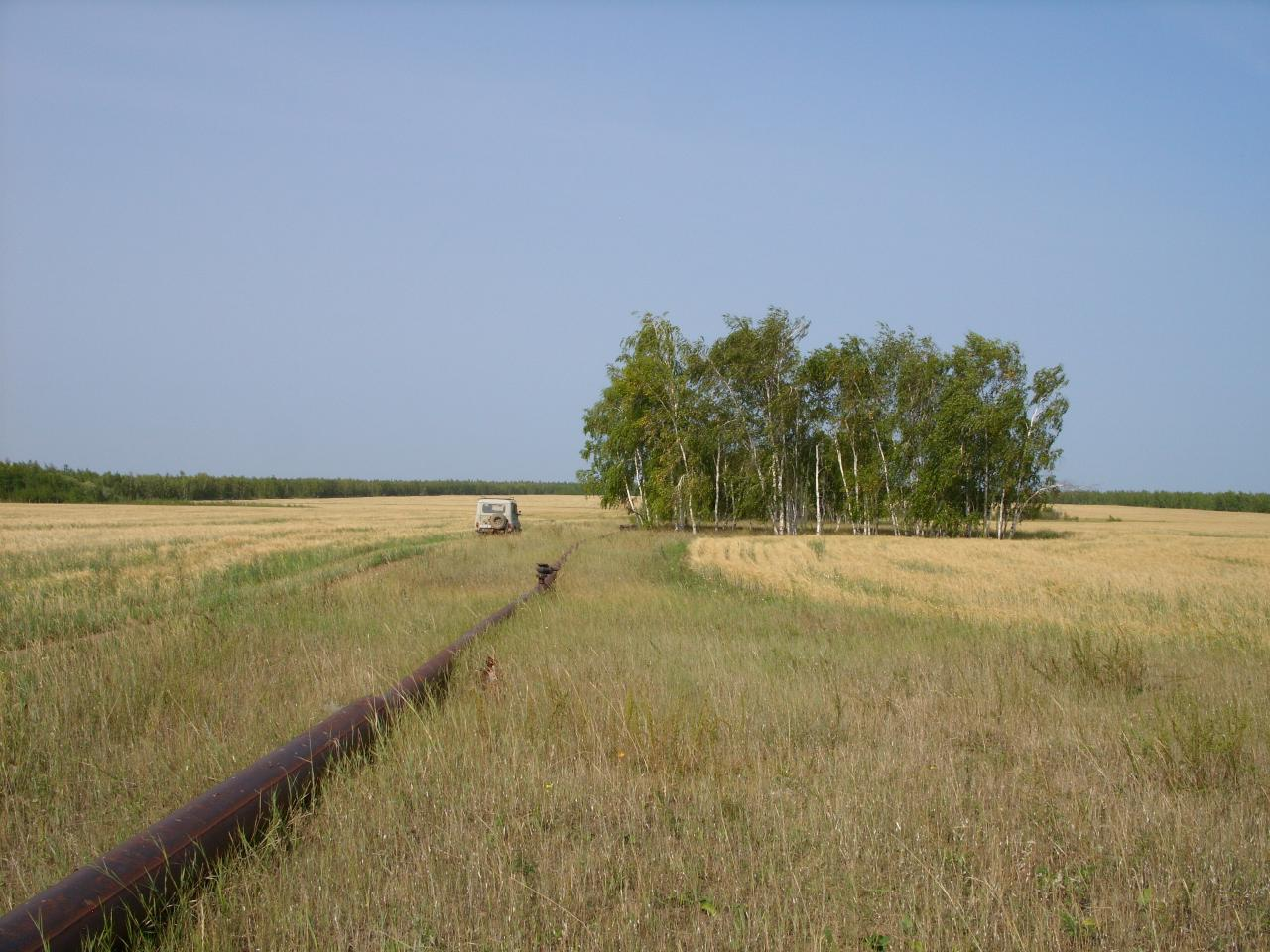
Champ dans l'oulous de Meguino-Kangalass.

L'agriculture en Iakoutie est fortement contrainte par le climat. L'essentiel de l'activité porte sur l'élevage pour la production de viande et de lait : rennes dans le centre et le nord, chevaux et bovins un peu partout. Des races spécifiques adaptées au climat sont élevées comme la vache iakoute. En raison de sa situation géographique etdes coûts élevés du transport de marchandises, l'agriculture sert principalement à nourrir la population locale. Le niveau d'autosuffisance de la république en 2019 variait de 67 % pour les pommes de terres à 26 % pour la viande. Le niveau pour les œufs était de 58 % et pour le lait de 57 %.
La part de l'agriculture dans l'économie régionale ne s'élevait qu'à 1,6 % du PRB, soit 26 120,9 millions de roubles. La production végétale générait 7 822,9 millions de roubles tandis que l'élevage générait les 18 298 millions de roubles. Ces dernières années, mis à part le nombre de chevaux, tous les autres cheptels ont vu leurs têtes baisser. En 2019, les terres agricoles occupaient 1 640 000 ha, dont 105 300 ha de terres arables. En moyenne, il y a 194 hectares de territoire agricole par village. Dû à la taille petite des exploitations, le coût pour les machines est plus élevé tandis que la productivité est réduite. En conséquence en 2019, la productivité dans le domaine agricole était inférieure d'un quart à la moyenne russe tandis que le coût des produits agricoles était de 35 % plus élevé.
En raison des conditions extrêmes, les communautés rurales dépendent de ces modes de subsistances traditionnelles que sont l'élevage de chevaux, de bovins et de rennes, auxquels s'ajoutent la pêche et la chasse.

## Culture locale et patrimoine
La culture de Sakha est principalement composée de cultures typiquement sibériennes, majoritairement nomades, chasseurs-cueilleurs et éleveurs de rennes parlant des langues altaïques. Les Iakoutes, qui parlent le iakoute, une des langues turques sont le groupe le plus important en termes de population. Les Dolganes, second groupe, parlent le dolgane, également langue turque, les Evenks, troisième groupe, quant à lui qui parle l'evenki, une langue toungouse.

### Lieux et monuments
La république de Sakha possède, selon le chef du Département pour la protection des objets du patrimoin culturel au 18 avril 2020, 1 850 objets patrimoniaux culturels, dont 134 objets d'importance fédérale, 440 objets d'importance régionale, 243 objets d'importance locale ainsi que 1 033 objets identifiés. Le nombre d'objets n'a pas changé entre 2020 et septembre 2023, et la République participe depuis mai 2019 à un projet nommé « Sauver les monuments » destiné à restaurer le patrimoine historique de la République. Fonctionnant grâce au financement participatif, il aurait dû s'achever en 2022 pour coïncider avec le centième anniversaire de la création de la RSSA de Iakoutie, mais le Gouvernement iakoute a annoncé la poursuite du programme. Par exemple pour la tour Manchaary, 2,5 millions de roubles ont été collectés pour la rénovation du monument.

### Littérature
Olonkho, l'épopée iakoute.
En traduction en français, on trouvera l'un des rares essais traduits de la république Sakha : Géocultures. Méthodologies russes sur l'Arctique publié en 2020 par l'Université fédérale du Nord-Est à Yakoutsk et l'Université du Québec à Montréal.

### Cuisine
La viande et laitages des rennes et les baies sont les principales sources d'alimentation.

### Musique

#### Musiciens
- Ayarkhaan (ru) est un groupe de musique contemporaine reprenant les éléments de la musique de Sakha (en) chamanique ; guimbarde, chant de gorge proche de celui des inuits, imitations de bruits d'animaux et lui donnant des aspects contemporains.
- Stepanida Borissova est une chanteuse chamaniste et une actrice de théâtre.
- Kүnney

#### Chansons
- Kudai Bakhsy en l'honneur du patron des forgerons[99]
- Taatta (Таатта)

### Musées

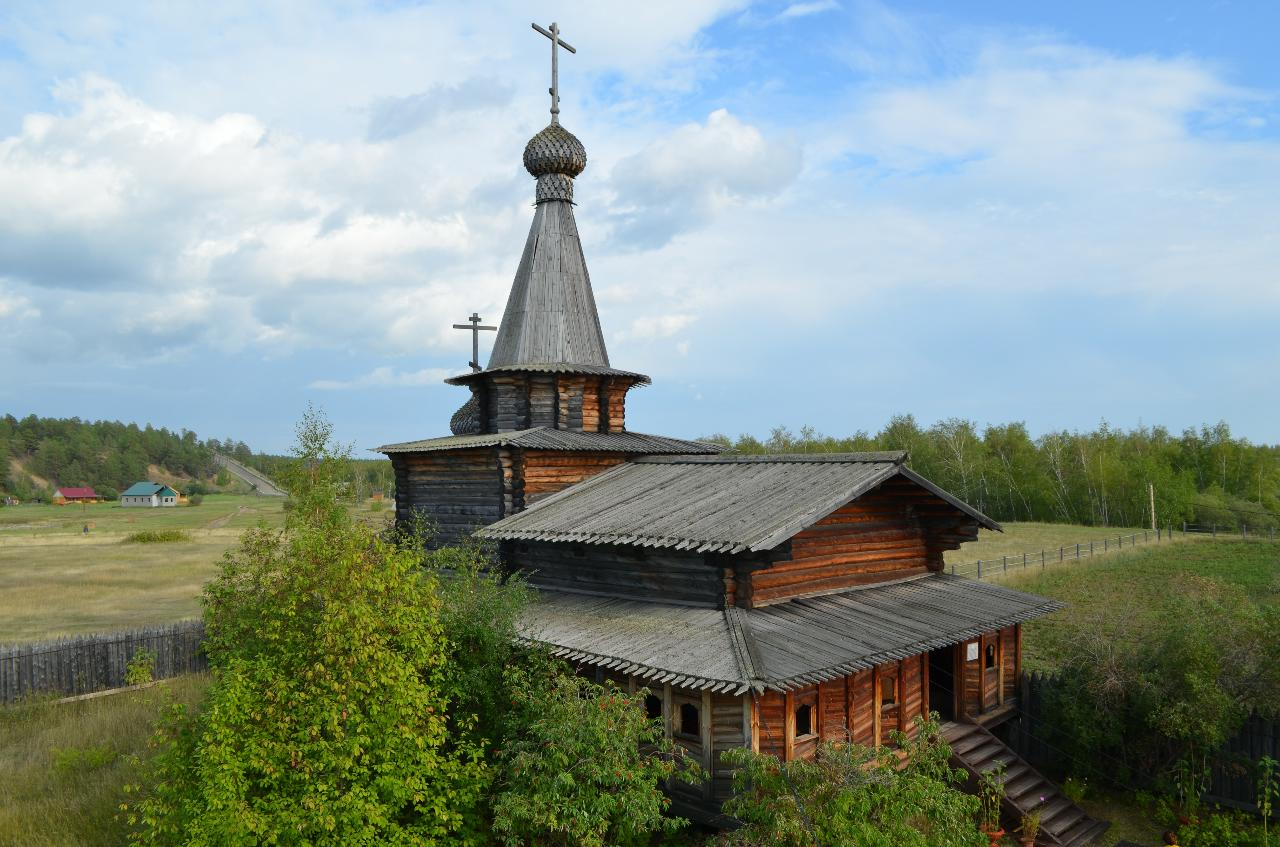
Musée-réserve historique et architectural de la Léna.

Les principaux musées de Sakha sont :
- Le Musée national des beaux-arts de Sakha :
- Le Musée du folklore et de l'histoire locale E. Yaroslavsky ;
- Le Musée Khomus ;
- Le musée du Permafrost.
- Centre de la culture et de l'art contemporain nommé d'après Gagarine[100].